# Basiliek van Santa Maria in Trastevere
De Basiliek van Santa Maria in Trastevere (in het Latijn: Basilica Sanctae Mariae trans Tiberim) is waarschijnlijk de oudste Mariakerk van Rome en vormt met het ervoor gelegen plein het centrum van de wijk Trastevere, ten westen van de Tiber.

## Ontstaan

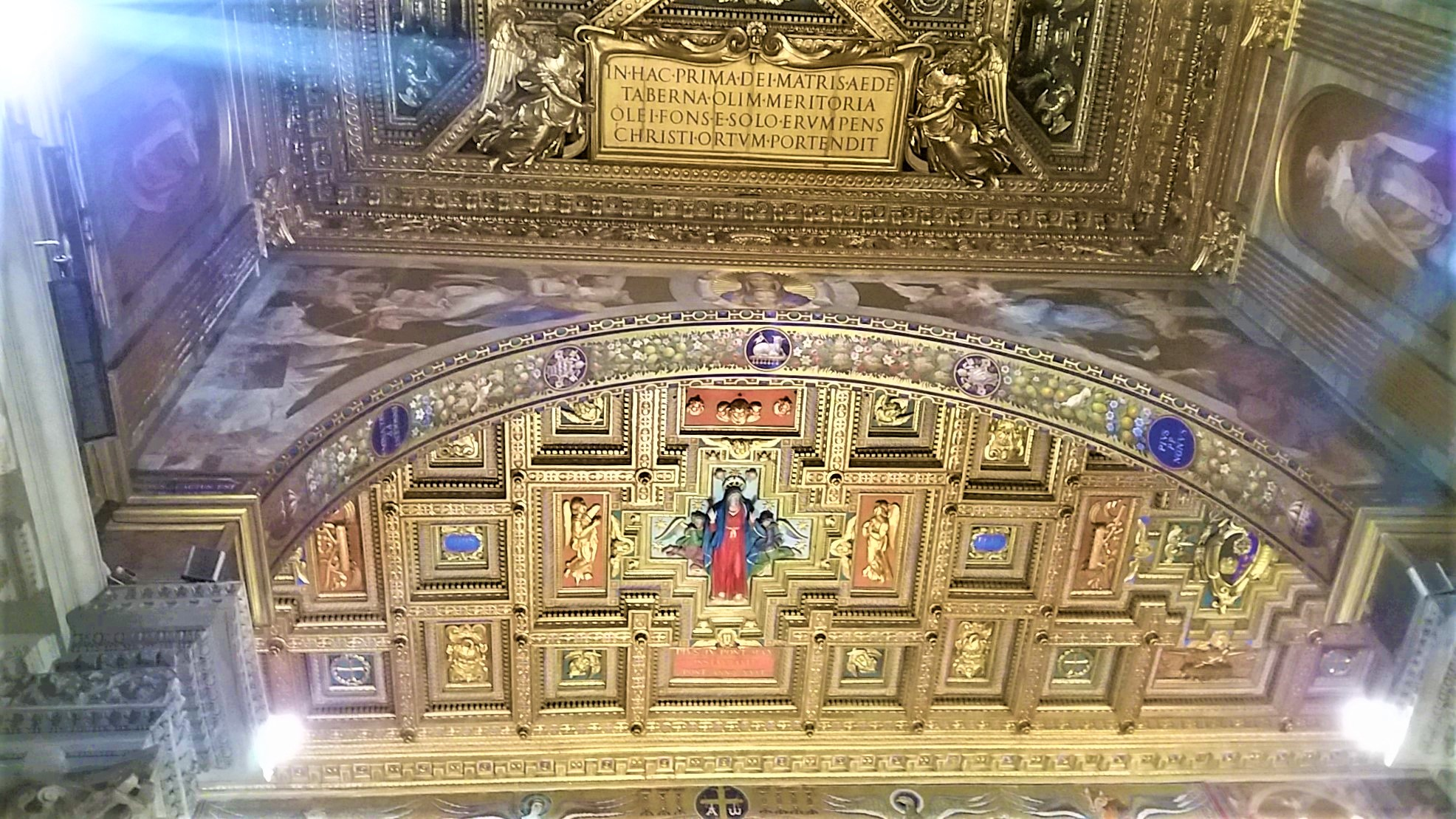
De houten zoldering, met de Tenhemelopneming van Maria en een tekst die verwijst naar de "fons olei" en de "taberna meritoria".

### Legende
In de basiliek zijn vele verwijzingen te vinden naar een oliebron, in het Latijn "fons olei". De legende zegt namelijk dat in het jaar 38 voor Christus een olieachtige bron is ontsprongen op deze plaats, en wel naast een "taberna meritoria", dit is een verblijfplaats voor oorlogsveteranen. De legende over deze bron vindt men al terug bij de schrijvers Cassius Dio (circa 155 - na 229) en Eusebius van Caesarea (circa 263 - 339). In de Middeleeuwen werd dit gegeven verder aangevuld tot de legende dat uit die bron een ganse dag en een ganse nacht olie zou hebben gestroomd tot aan de Tiber, dat die bron ontsprong op de plaats waar nu de kerk van Santa Maria in Trastevere staat, en dat de olie die zich over de aarde verspreidde de geboorte van de Messias zou hebben aangekondigd.

### Geschiedenis
Reeds in de derde eeuw zou in deze omgeving een vroegchristelijke huiskerk ("ecclesia domestica") zijn gesticht door paus Cal(l)lixtus.
Niet lang nadat keizer Constantijn met het edict van Milaan het Christendom officieel had toegelaten, liet paus Julius I (337-352) op deze plaats een eerste basiliek bouwen. Hij droeg ze op aan Maria, waarmee deze kerk de eerste werd in Rome die aan haar was gewijd. Onder de apsis van de huidige kerk zijn resten gevonden van een gebouw dat de archeologen aanduiden als de titulus Julii et Callisti.
Die eerste basiliek werd in 1138-1348 door paus Innocentius II vervangen door de huidige basiliek. Aan dit bouwwerk werden nog tot in de 19de eeuw veranderingen aangebracht. Een grondige restauratie gebeurde in 1866-1877 onder paus Pius IX.

## Beschrijving

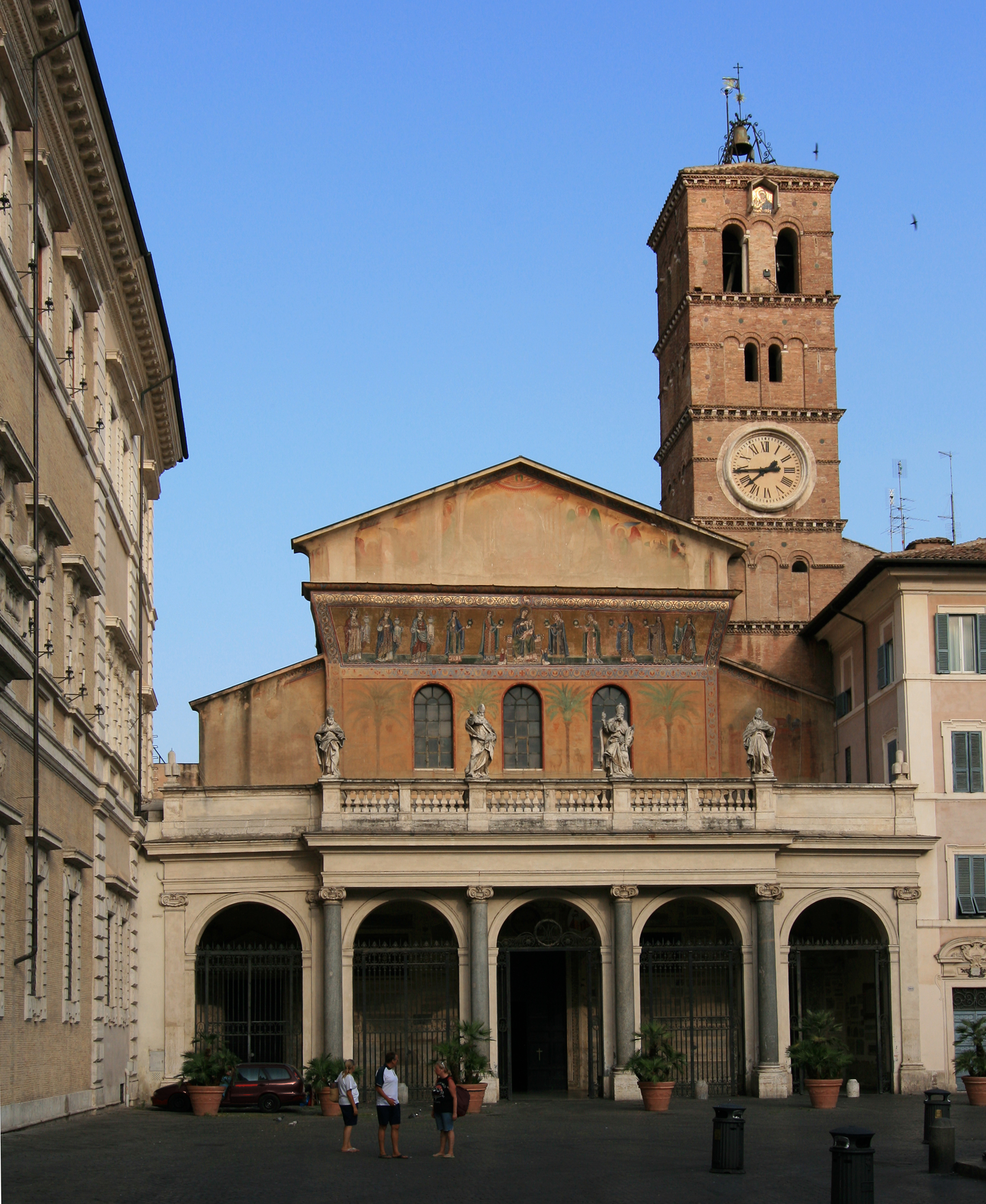
Gevel, portiek en campanile

### Exterieur

#### Gevel en klokkentoren
Naast de basiliek staat een romaanse campanile uit de twaalfde eeuw. In een nis onder de dakrand is een 17de-eeuws mozaïek dat Maria met Kind voorstelt.
Op het driehoekige fronton van de kerkgevel werd in de 19de eeuw een fresco aangebracht; dit is thans erg verweerd en nog moeilijk leesbaar. In het midden troont God de Vader, aan weerszijden geflankeerd door een engel. Paus Pius IX zit aan Zijn voeten. Naar de buitenzijden toe staan de symbolen van de vier evangelisten.
Tussen het fronton en de gevelramen zijn Maria en tien vrouwen afgebeeld tegen een gouden achtergrond afgebeeld in een 13de-eeuws mozaïek. Gezeten op de troon in het midden en gehuld in rijkelijke gewaden voedt Maria haar zoon Jezus. Links en rechts komen telkens vijf vrouwen naar haar toe met een olielamp in de handen. De symboliek hiervan is niet duidelijk: stellen zij de wijze en de dwaze maagden uit het evangelie voor, of zijn het acht maagden (met brandende lamp) en twee weduwen (met gedoofde lamp), of is er nog een andere betekenis? In veel kleinere afmetingen knielen de schenkers van dit mozaïek naast de troon van Maria.
Daaronder wisselen drie gevelramen af met vier palmen in mozaïek, elk met twee lammeren aan de voet.

#### Portiek

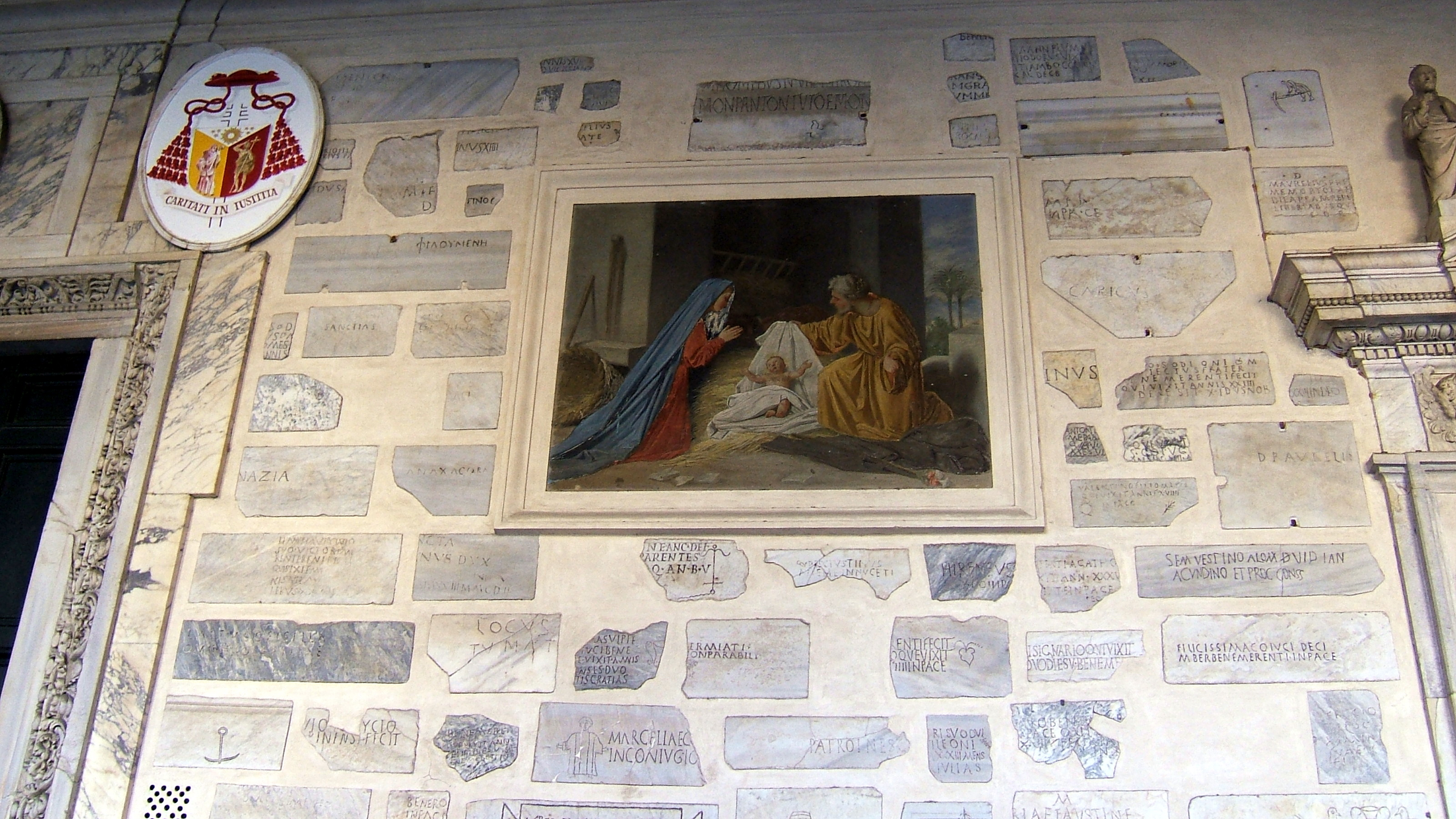
Lapidarium in het voorportaal

Voor de gevel staat een portiek uit 1702. Op de balustrade daarboven staan beelden van vier heiligen die nauw verbonden zijn met deze kerk: paus Callixtus, paus Cornelius, paus Julius I en priester Calepodius. Callixtus is de paus die hier een huiskerk heeft gesticht; paus Julius I is de stichter van de 4de-eeuwse basiliek. Paus Cornelius en priester Calepodius zijn twee heiligen wier stoffelijk overschot vanaf de 9de eeuw enige tijd in de (eerste) basiliek van Santa Maria in Trastevere heeft berust nadat het door paus Gregorius IV was overgebracht vanuit de Catacombe van Sint-Calixtus.
In de portiek is een klein lapidarium ingericht, met architecturale elementen van oudere gebouwen, onder andere van de eerste basiliek, en enkele Griekse en Latijnse grafschriften uit catacomben. Ook bevinden zich in de portiek enkele fresco's en sarcofagen, onder andere van de familie Papareschi waar paus Innocentius II toe behoorde.
De drie deuren zijn omlijst met kunstig bewerkte marmeren friezen afkomstig van gebouwen uit de Romeinse keizertijd. In de lunet boven de middelste deur staan de Griekse letters ΜΡ ΘΥ, de gebruikelijke afkorting van Μήτηρ Θεοῦ wat betekent Moeder Gods.

### Interieur

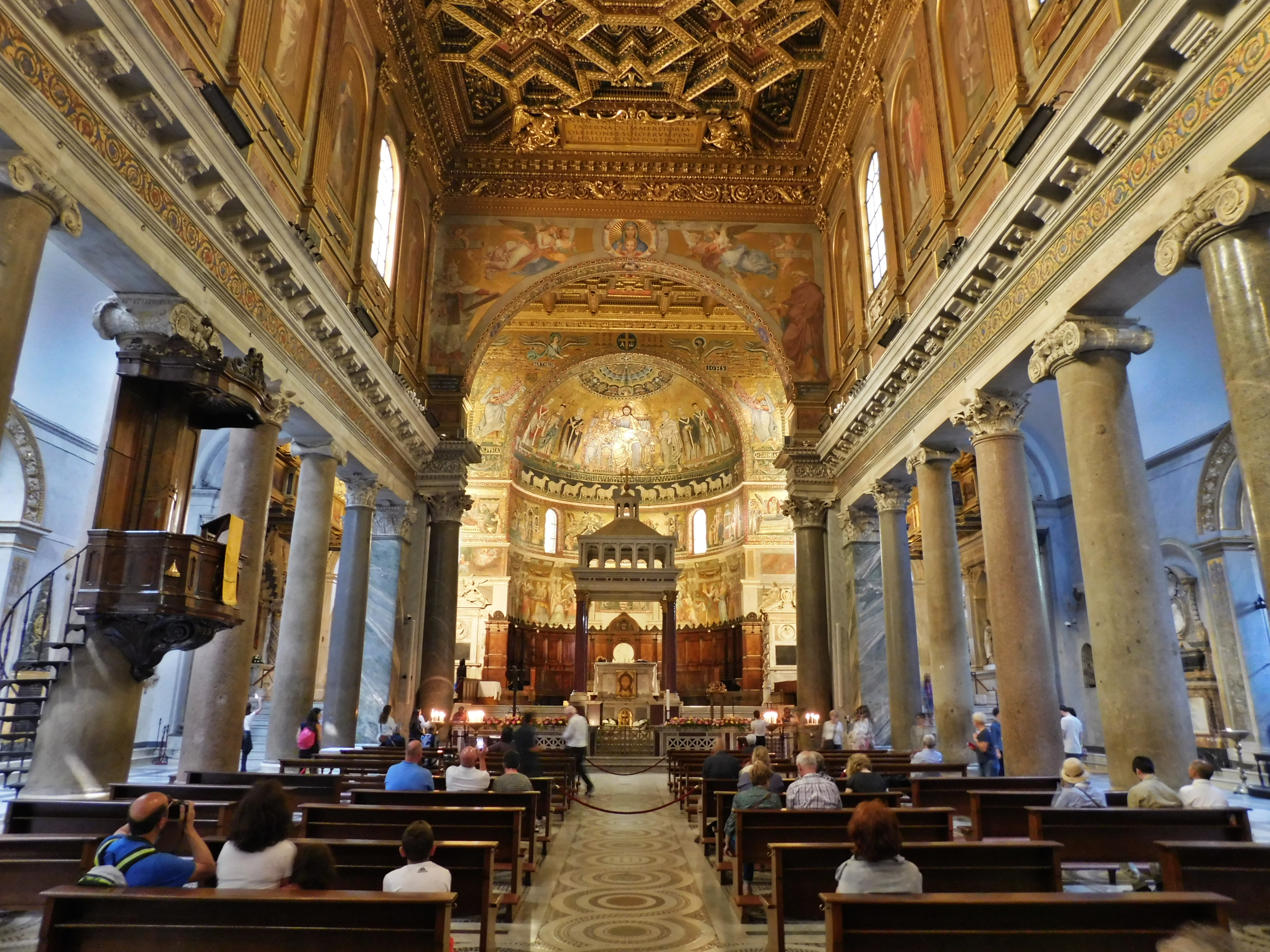
Het interieur van de basiliek

Het interieur van de kerk heeft zijn middeleeuwse uitzicht behouden, ondanks enkele verbouwingen in latere eeuwen. Voor de bouw werd gebruikgemaakt van materiaal van gebouwen uit de Oudheid. Het grondplan is dat van een klassieke basilica: het schip is door zuilen verdeeld in een breed en hoog middenschip en twee smallere en lagere zijschepen. Het hoofdaltaar staat op het (hier verhoogde) priestergedeelte voor de apsis. De kapellen die aansluiten op de zijschepen zijn latere toevoegingen. 

#### Schip van de kerk
Het middenschip wordt van de twee zijschepen gescheiden door 22 granieten zuilen die afkomstig zijn van de Thermen van Caracalla. Op de voluten van enkele kapitelen zijn nog koppen van antieke goden te zien. Boven de zuilen loopt een architraaf die versierd is met een veelkleurig mozaïek op gouden achtergrond. De eerste triomfboog rust op 2 nog grotere granieten zuilen.
De vloer is bekleed met cosmatenwerk, een techniek die frequent werd toegepast in de 12de en 13de eeuw. Hij werd sterk gerestaureerd in de 19de eeuw.
Het vergulde houten cassettenplafond dateert uit 1617 en is ontworpen door de schilder Domenichino. In het midden daarvan is de Tenhemelopneming van Maria voorgesteld in een schilderij van dezelfde kunstenaar.

#### Priestergedeelte

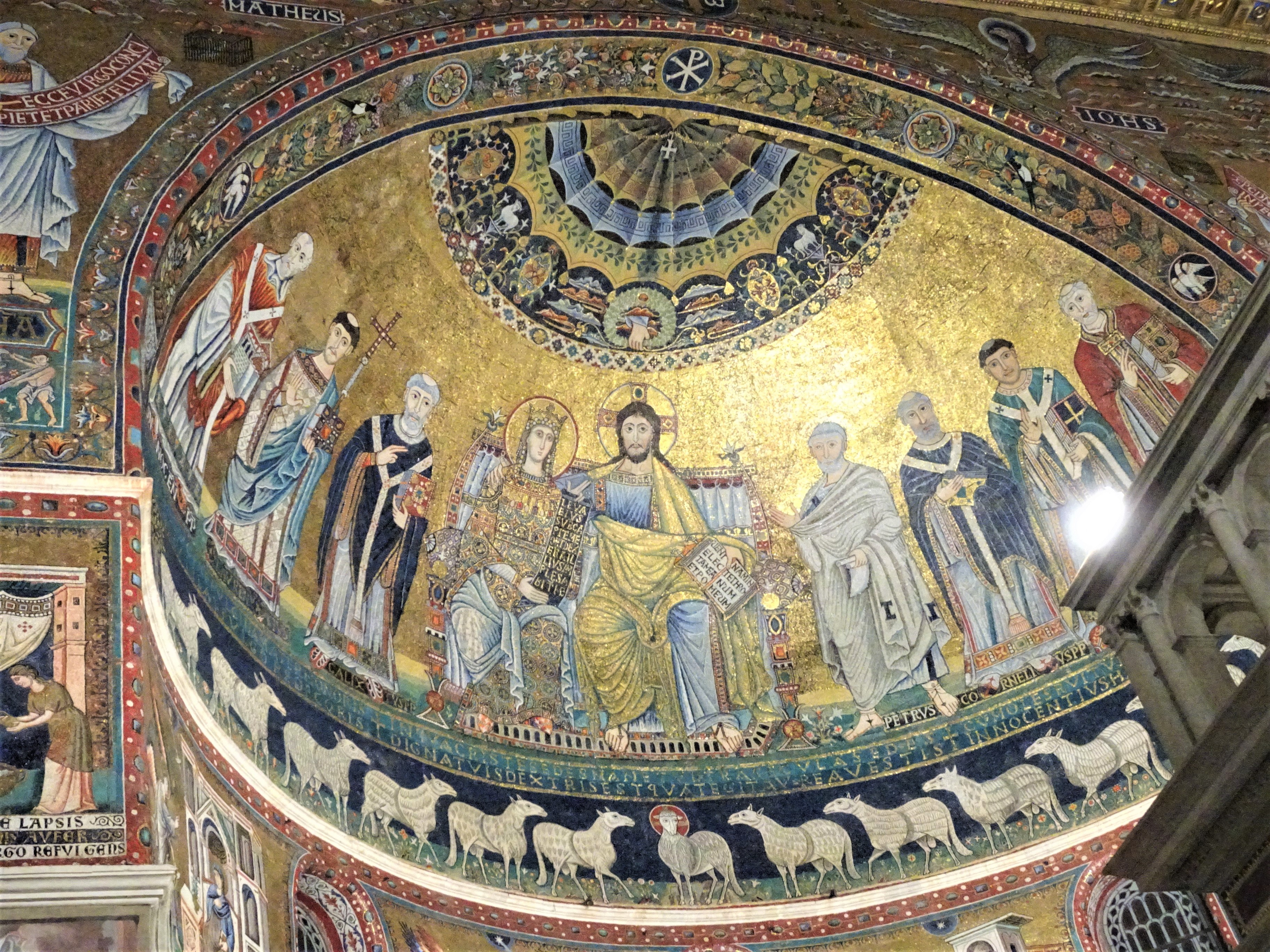
Het apsismozaïek: Christus en Maria tussen heiligen

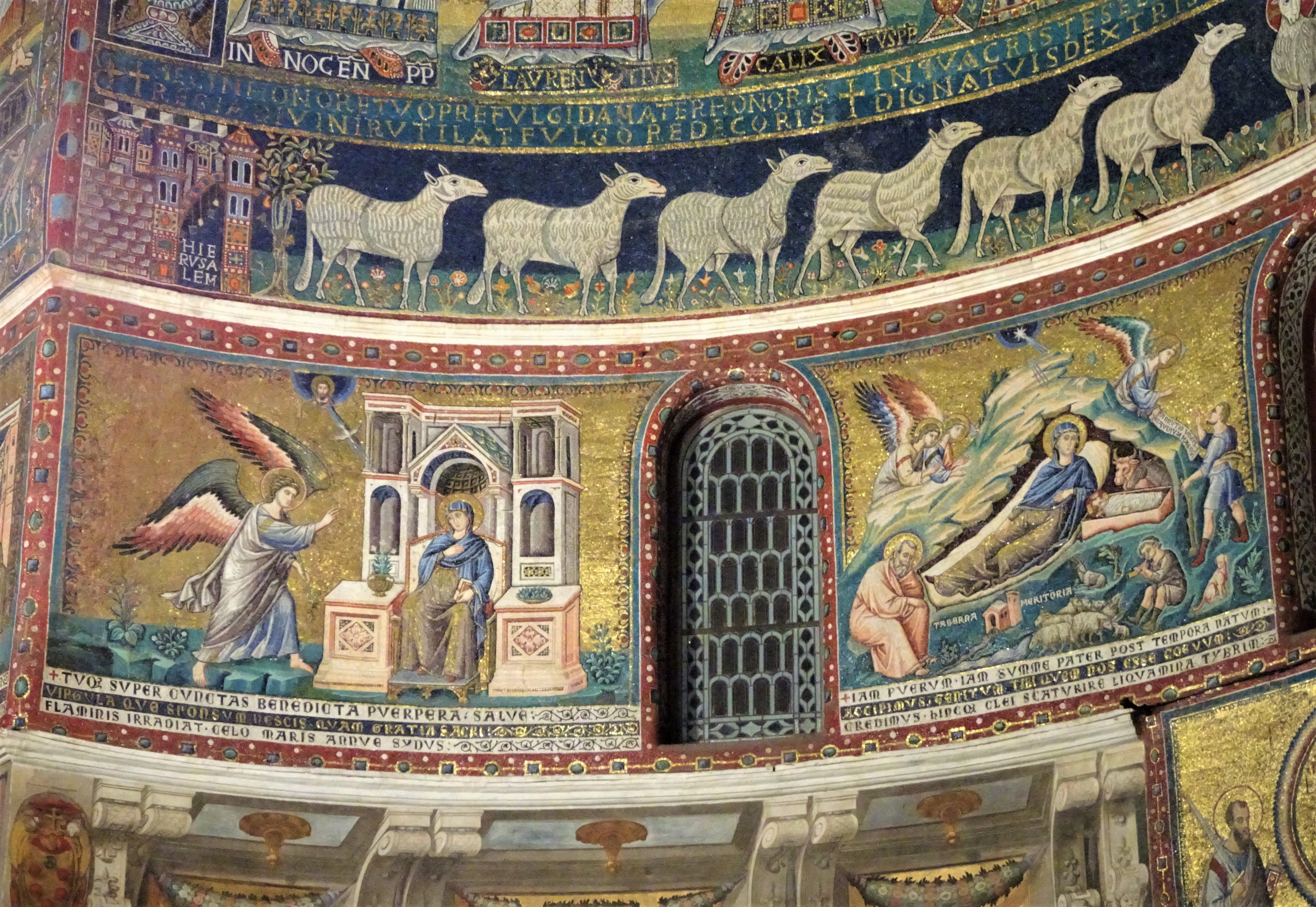
Scènes uit het leven van Maria: de Boodschap aan Maria; de geboorte van Jezus

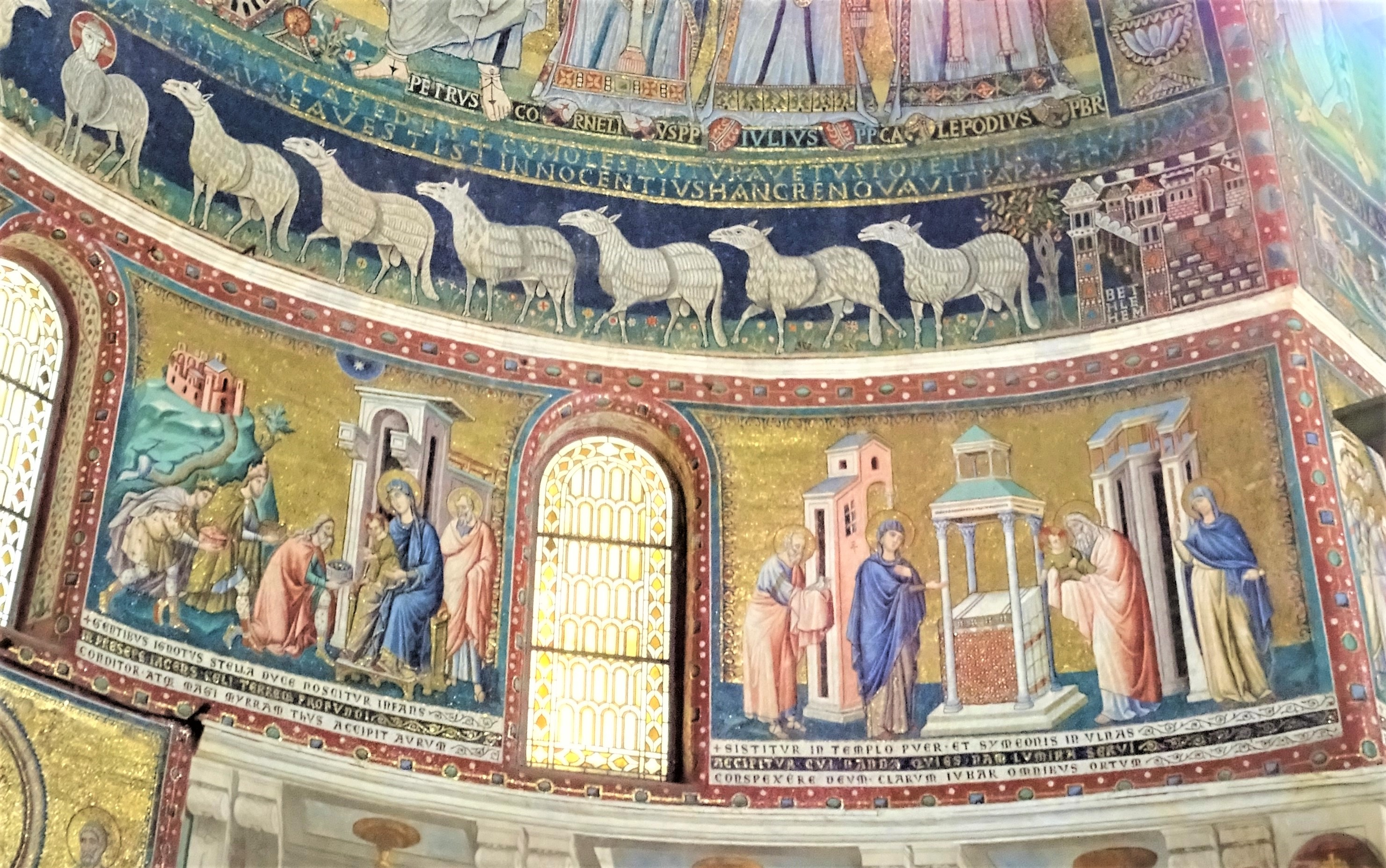
Scènes uit het leven van Maria: de aanbidding der koningen, en de opdracht van Jezus in de tempel

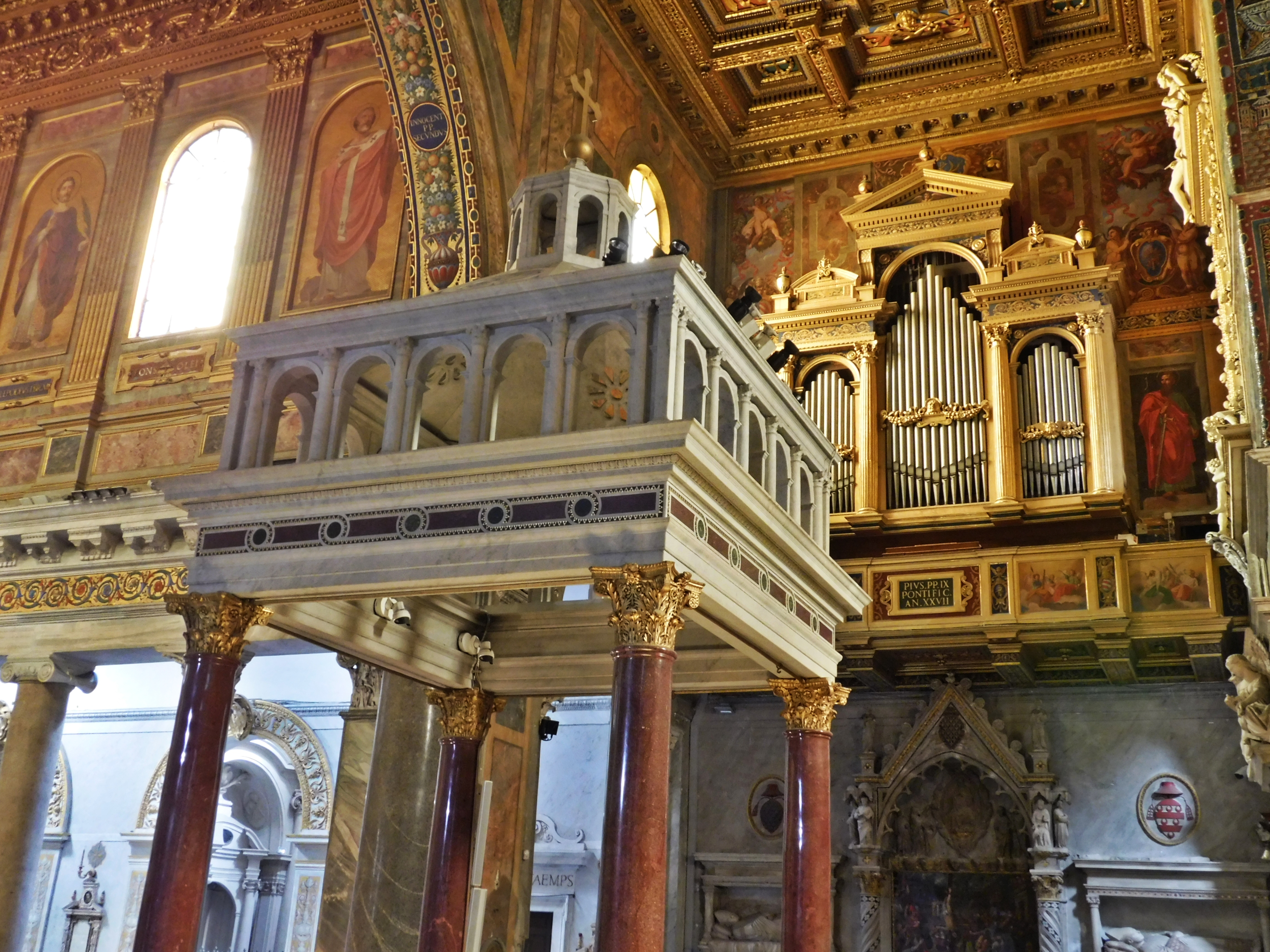
Het ciborium en het orgel

Het priestergedeelte bevindt zich enkele treden hoger dan het schip van de kerk. Een opschrift op een van de marmerpanelen van het podium, rechts van de centrale trappen, herinnert aan de legendarische oliebron.
Onder het altaar bevindt zich de crypte waar (een gedeelte van) het stoffelijk overschot van paus Callixtus, paus Julius I en priester Calepodius rust.
Het altaar is overdekt door een ciborium (middeleeuws, maar gerestaureerd in de 19de eeuw) dat rust op vier porfieren zuilen. De paaskandelaar en cathedra achteraan in de apsis dateren uit de 12de eeuw.

#### Triomfboog
De triomfboog is bekleed met een 12de-eeuwse mozaïek. Bovenaan staat centraal Christus' kruis tussen de letters alfa en omega, de begin- en de eindletter van het Griekse alfabet die symboliseren dat God het begin en het einde van alles is. Aan weerszijden staan de zeven kandelaars uit de Apocalyps, en nog verder de symbolen van de vier evangelisten met daaronder hun naam. 
Onder de bovenste strook van de triomfboog staan aan weerszijden de twee profeten uit het Oude Testament die de komst van de Messias hebben aangekondigd: links Isaia, rechts Jeremias. Daaronder staan de eerste en de laatste scène uit het leven van Maria; de tussenliggende scènes zijn in de apsis te vinden.

#### Apsis
Ook de apsis is bekleed met mozaïeken die evenwel uit twee verschillende stijlperiodes stammen.
Het mozaïek in de kalot van de apsis dateert uit de twaalfde eeuw, en is uitgevoerd in strenge byzantijnse stijl: de personages staan frontaal en roerloos opgesteld, haast tweedimensionaal. De monochrome gouden achtergrond geeft aan dat ze zich bevinden in het bovenaardse vanwaar ze strak voor zich uitkijken. Centraal zitten Christus en Maria samen op een oosterse troon. Maria draagt een kroon en is gehuld in een rijkelijk gewaad dat bezet is met edelstenen. Zij toont een tekst uit het Hooglied: "Met zijn linkerarm onder mijn hoofd zal zijn rechter mij omhelzen". Christus toont de tekst "Kom mijn uitverkorene, en ik zal u op mijn troon laten plaatsnemen". Het liefdevolle gebaar waarmee Christus zijn arm om de schouders van zijn moeder legt is uniek in de iconografie.  
Boven Christus' hoofd is het paradijs voorgesteld als een veelkleurige waaier. Vanuit het paradijs reikt de hand van God de Vader zijn Zoon de zegekrans aan. 
Naast de twee centrale figuren staan heiligen die een sterke band hebben met deze kerk of met Rome.
- Naast Maria staan, van links naar rechts: paus Innocentius II; Laurentius, de derde-eeuwse heilige die bijzonder werd vereerd in Rome; paus Callixtus die hier een eerste huiskerk had ingericht. Innocentius biedt het model van deze kerk aan, en geeft daarmee te kennen dat hij de opdrachtgever van de bouw is. Vermoedelijk was hij niet meer in leven wanneer dit mozaïek werd voltooid.[10]
- Naast Christus staan, nog steeds van links naar rechts: de heiligen Petrus (Sint Pieter), paus Cornelius, paus Julius I en de priester Calepodius.

Op een smalle horizontale strook onder de kalot figureert in het midden het Paaslam dat opnieuw Christus voorstelt. Twaalf andere lammeren richten zich tot Hem. Zij stellen de apostelen voor en treden naar voren vanuit de heilige steden Jeruzalem en Betlehem. 
Op de verticale wand van de apsis, dus onder de kalot, liet kardinaal Bertoldo Stefaneschi in 1291 een reeks van zes mozaïektaferelen aanbrengen met scènes uit het leven van Maria. Deze zijn ontworpen door de schilder Pietro Cavallini in een stijl die protorenaissance wordt genoemd. De personages zijn levensecht voorgesteld; ze handelen in een realistisch decor dat is weergegeven in (nog niet correct) perspectief.
De eerste en de laatste scène zijn te vinden onder de profeten op de triomfboog, en de vier tussenliggende in de apsis. Van links naar rechts stellen ze voor:
- onder de profeet Isaia op de triomfboog: de geboorte van Maria;
- in de apsis: 
  - de de Boodschap aan Maria;
  - de geboorte van Christus. Onder Maria zijn de woorden "Taberna meritoria" te lezen: een verwijzing naar de legende dat de oliebron was ontsprongen bij een verblijf voor veteranen;
  - de aanbidding van de Drie Koningen die hun geschenken aanbieden;
  - de opdracht van Jezus in de tempel;
- onder de profeet Jeremia op de triomfboog: de Tenhemelopneming van Maria. Als een kleine menselijke figuur voorgesteld wordt haar ziel door Christus ten hemel gevoerd.

Daaronder is een vierkant mozaïekpaneel dat nogmaals Maria en haar Kind afbeeldt met daarnaast de heiligen Petrus en Paulus. Daaronder knielt de opdrachtgever, kardinaal Bertoldo Stefaneschi (in kleinere afmetingen) naast zijn wapenschild. 
Links en rechts van het mozaïekpaneel van Stefaneschi stellen fresco's van circa 1600 engelen voor met de symbolen van de mysteriën van Maria. 

#### Kapellen
In de 16de en 17de eeuw zijn aan het basilicaplan zijkapellen toegevoegd. De bekendste liggen aan de linkerzijde: de Cappella della Clemenza en de Avila-kapel.

##### Cappella della Clemenza

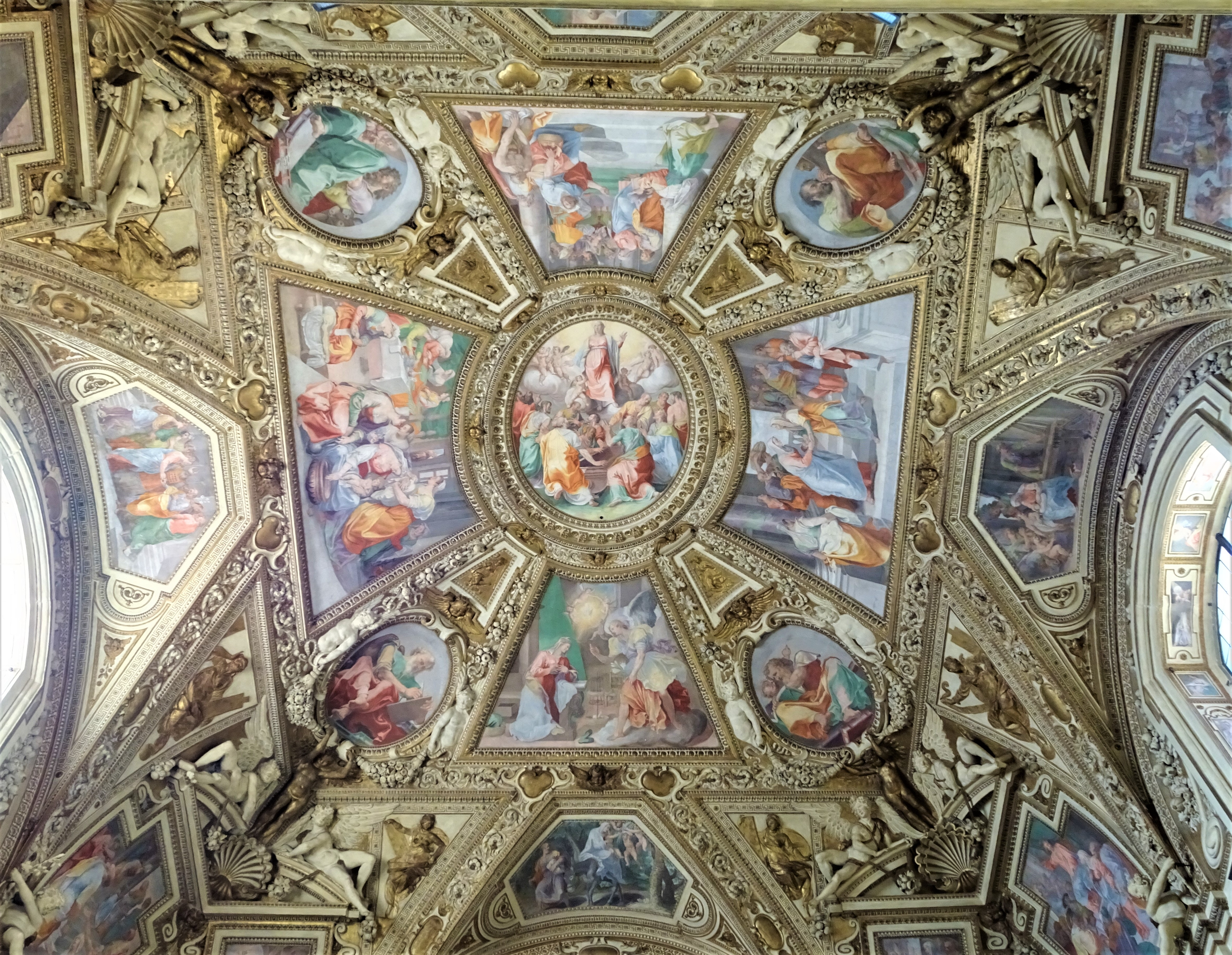
De zoldering van de Cappella della Clemenza

In het verlengde van het linkerzijschip, naast de apsis, ligt de Cappella della Clemenza. Deze is in 1584-1585 in barokstijl uitgevoerd door Martino Longhi de Oudere in opdracht van kardinaal Marco Sittico Altemps. Naar hem wordt ze ook de Altemps-kapel genoemd. 
De meer gebruikelijke benaming verwijst naar de daar opgestelde icoon "Madonna della Clemenza" (Onze-Lieve-Vrouw van Genade), een zeer vereerde afbeelding die reeds uit de 6de of 7de eeuw zou dateren. Hij is zwaar gehavend door een vroegere brand. 
Fresco's op de zijwanden van de hand van Pasquale Cati (1588) stellen twee belangrijke episodes van het Concilie van Trente voor:
- op de linkerwand van de kapel: een van de laatste zittingen van het concilie, die doorgingen in de kerk van Santa Maria Maggiore te Trente. De bisschoppen zitten op een halfronde tribune; op het podium links zitten kardinalen als afgevaardigden van de paus. De personificatie rechts vooraan is de triomferende Kerk van Rome, herkenbaar aan de tiara. Zij is voorgesteld als een vrouw, omdat het Latijnse woord Ecclesia vrouwelijk is. De personificatie van de dwaalleer ligt overwonnen aan haar voeten.
- op de rechterwand: de besluiten van het concilie worden ter bekrachtiging voorgelegd aan Pius IV (1560-1565). Deze paus was de oom van Marco Sittico Altemps, en had hem tot kardinaal gecreëerd.[11]

Het gewelf van de kapel is rijkelijk gedecoreerd met stucwerk en fresco's.

##### Avila-kapel

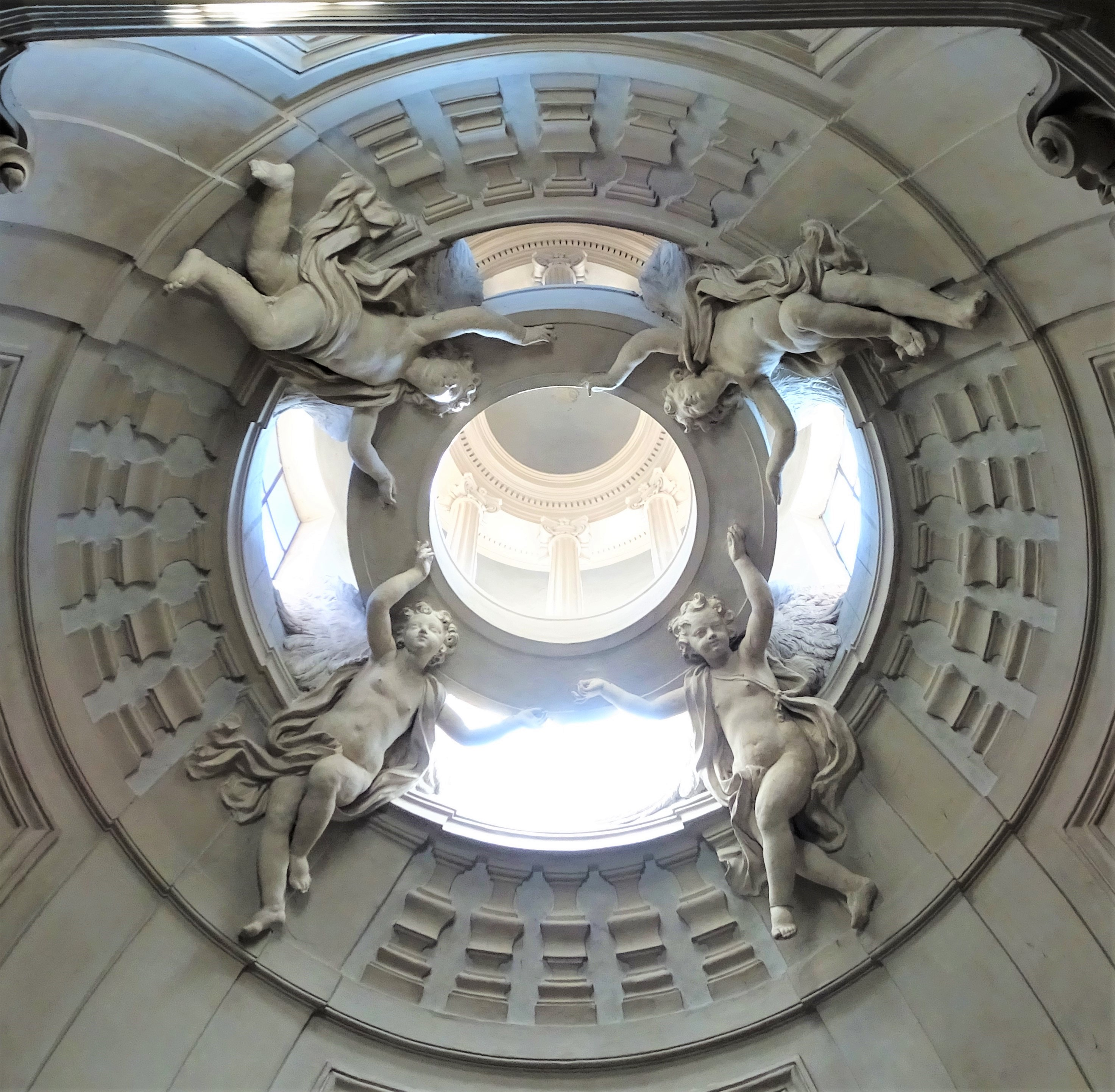
De dubbele koepel van de Avila-kapel

Halverwege het linkerzijschip is de Avila-kapel, genoemd naar de opdrachtgever Pietro Paolo Avila. De kapel is een werk van Antonio Gherardi (1680); ze bestaat uit een voorhal en een portiek die de blik leidt naar een schilderij van de heilige Hiëronymus, werk van dezelfde Gherardi.   
- Merkwaardig is het dubbele lichtkoepeltje boven de voorhal van deze kapel. Rond de oculus (ronde opening) van de buitenste koepel vliegen vier engeltjes in stucwerk. Zij dragen een ring die lijkt te zweven. Deze ring dient op zijn beurt als basis voor de ranke zuilen die een tweede, kleiner koepeltje ondersteunen dat is ingewerkt in de buitenste koepel.
- De portiek lijkt erg lang doordat ze naar achter toe versmalt en doordat de voorste zuilen ook iets groter zijn dan de achterste. Die techniek had Borromini al toegepast voor zijn galleria in Palazzo Spada. Bovendien zijn de zuilen van de Avilakapel gehouwen uit marmersoorten van verschillende kleuren, zodat we spontaan veronderstellen dat ze verder uit elkaar staan dan eigenlijk het geval is. De illusoire lengte van de portiek doet op zijn beurt het schilderij groter lijken.

#### Grafmonumenten
Tegen de zijmuren van de kerk staan een aantal grafmonumenten uit verschillende eeuwen. Te vermelden zijn vooral:
- vooraan in het rechterzijschip: het cenotaaf voor kardinaal Francesco Armellini (overleden 1528) en zijn vader, toegeschreven aan Andrea Sansovino e Michelangelo Senese;
- vooraan in het linkerzijschip: het grafmonument van kardinaal Pietro Stefaneschi (overleden in 1417) en dat van Philippe d'Alençon, beide aan weerszijden van een altaar onder een gotisch aedicula;
- tussen de 3de en 4de kapel in het linkerzijschip: het grafmonument dat in de 19de eeuw werd opgericht voor paus Innocentius II, die deze basiliek heeft laten bouwen.

## Wetenswaardigheden

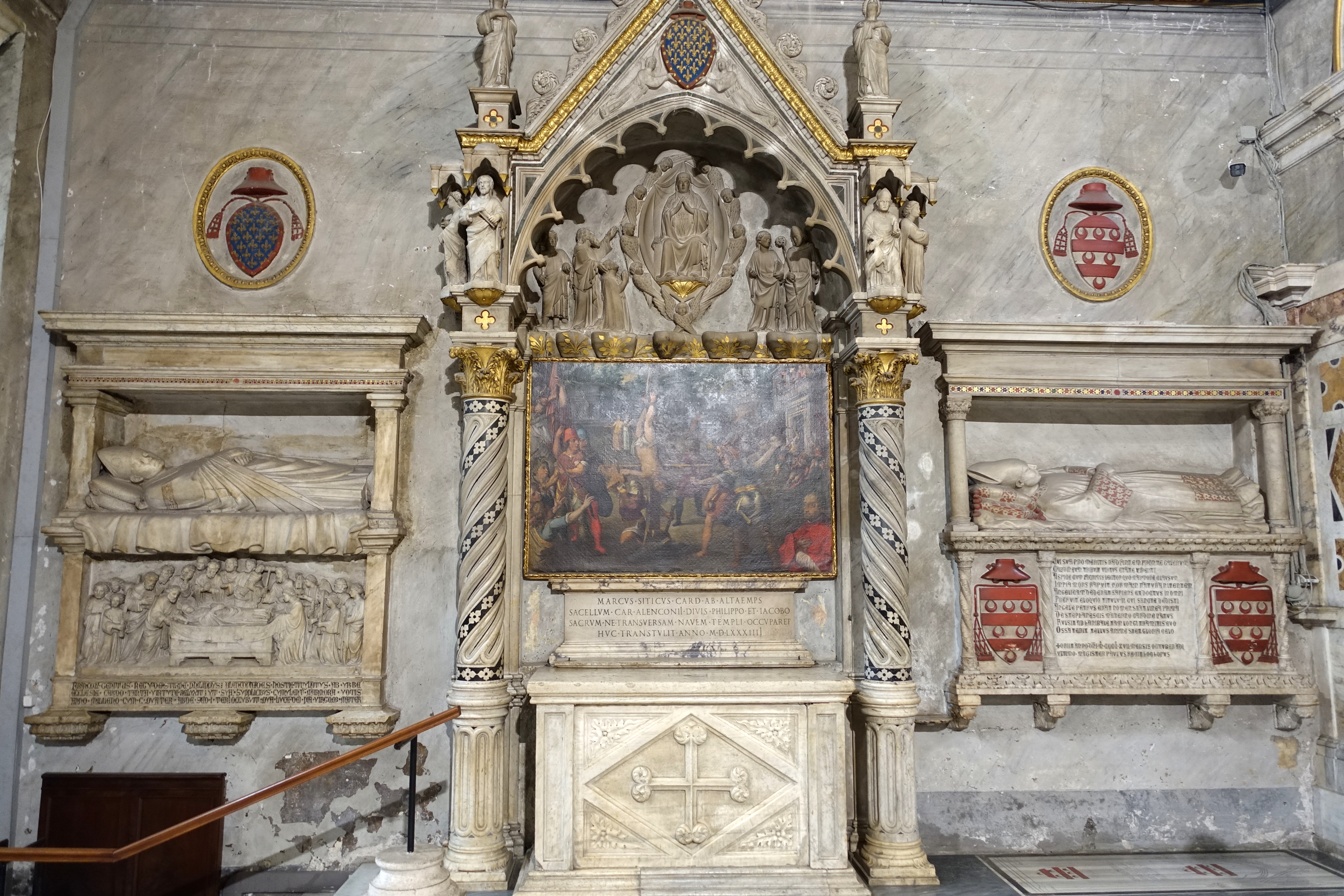
Graf van Philippe d'Alençon en dat van kardinaal Pietro Stefaneschi

- Verwijzingen naar de legendarische "fons olei" en de "taberna meritoria" zijn te vinden in:
  - de tekst op de zoldering, vooraan in het middenschip;
  - het opschrift "fons olei" rechts van de centrale trappen naar het priestergedeelte;
  - de woorden "taberna meritoria" in de mozaïekscène van Christus' geboorte in de apsis;
  - achteraan in de kerk, naast de centrale poort: het 15de-eeuwse tabernakel in zeer fijn reliëf van Mino del Reame;
  - buiten de basiliek: in het opschrift boven de deur van het huis van de kanunniken, rechts van deze basiliek.
- Titelkardinaal van deze basiliek is sinds 19 november 2016 Carlos Osoro Sierra.
- In het heilig jaar 1525 diende deze kerk als vervanging voor de door de Tiber overstroomde kerk van Sint-Paulus buiten de Muren. Het hoofdportaal diende als Heilige Deur.
- In deze kerk heeft kardinaal Daneels in 2014 het huwelijk ingezegend van de prins Amedeo van België met Elisabetta von Wolkenstein.
- Op het einde van het jaarlijkse Festa de'Noantri in juli verblijft het Mariabeeld "Madonna de'Noantri" een week in deze basiliek, waarna het wordt teruggedragen naar de vaste verblijfplaats Sant'Agata in Trastevere.
- De Piazza di Santa Maria in Trastevere is het hart van de wijk Trastevere. De achthoekige fontein in het midden is van Carlo Fontana (1692).
- Het gebouw links van de basiliek is het Palazzo di San Callisto (begin 17de eeuw) en is extraterritoriaal gebied van de Heilige Stoel binnen Rome. Het biedt huisvesting aan enkele kardinalen en tevens onderkomen aan een aantal instellingen van de katholieke kerk.

## Geraadpleegde bronnen
- (it)  Touring Club Italiano, Guida d'Italia: Roma, pp. 520-523, Milano 1993 (8e ed.).
- (en)  A. Carandini en P. Carafa (ed.), The atlas of Ancient Rome : biography and portraits of the city, Princeton, New Jersey (2017). ISBN 978-0-691-16347-5. Relevant zijn hier in deel 1 p. 561 en in deel 2 de additional table 14.
- (it)  LUCENTINI, MAURO, La grande guida di Roma : per chi ama la città eterna e vuole conoscerla meglio in poco tempo. Newton & Compton, Roma (1999). ISBN 88-8289-053-8. pp. 551 en 555-557.
- S. Mullins, Myroblytes: miraculous Oil in medieval Europe (dissertatie) pp. 13-14.
- Pagina "La chiesa di Santa Maria in Trastevere" van de website Passeggiate per Roma curiosa.
- Pagina "Piazza di S.Maria in Trastevere" van de website "Roma Segreta".

## Afbeeldingen

### Portiek en buitenzijde

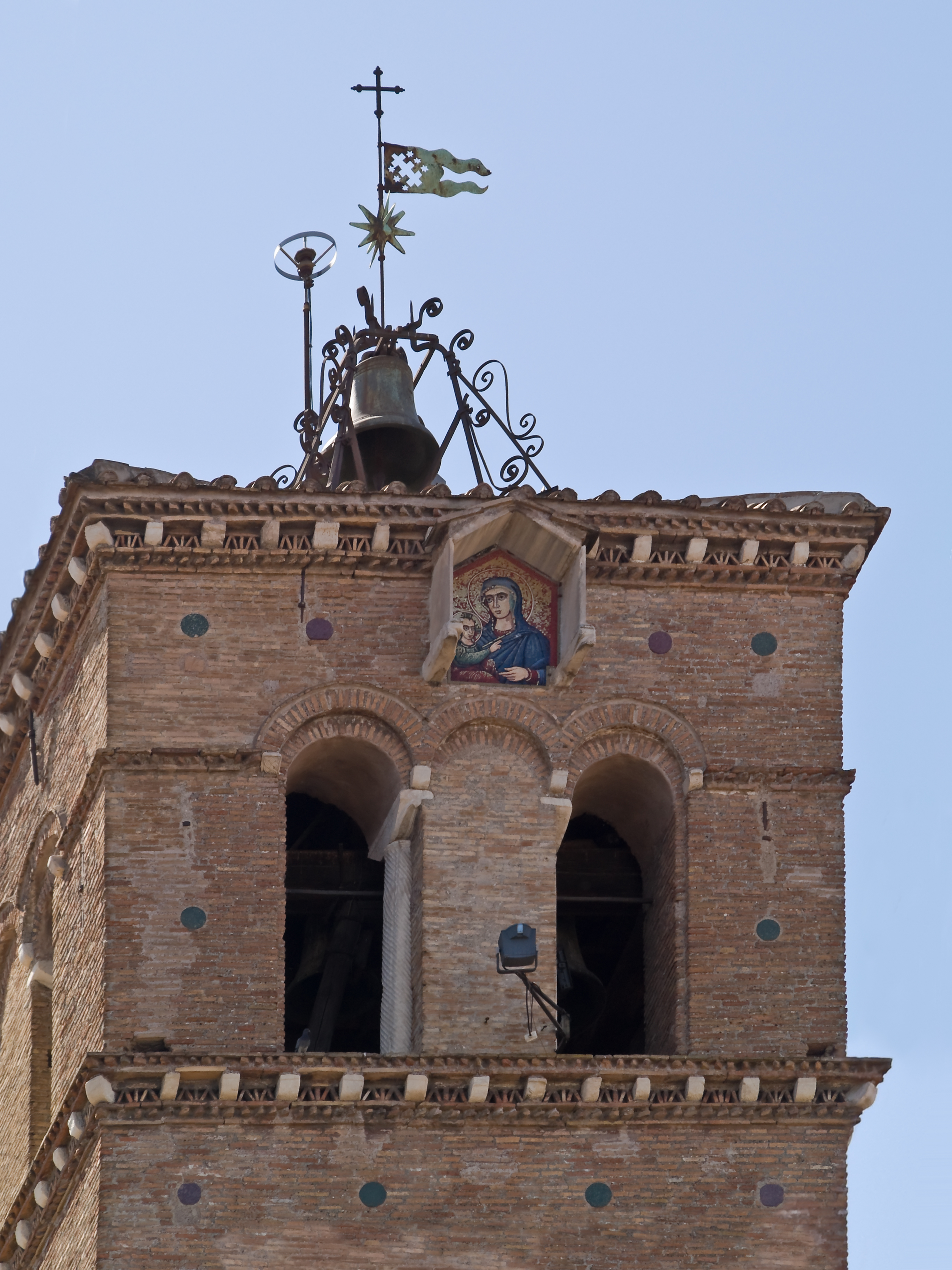
De klokkentoren met mozaïek van Maria met Kind
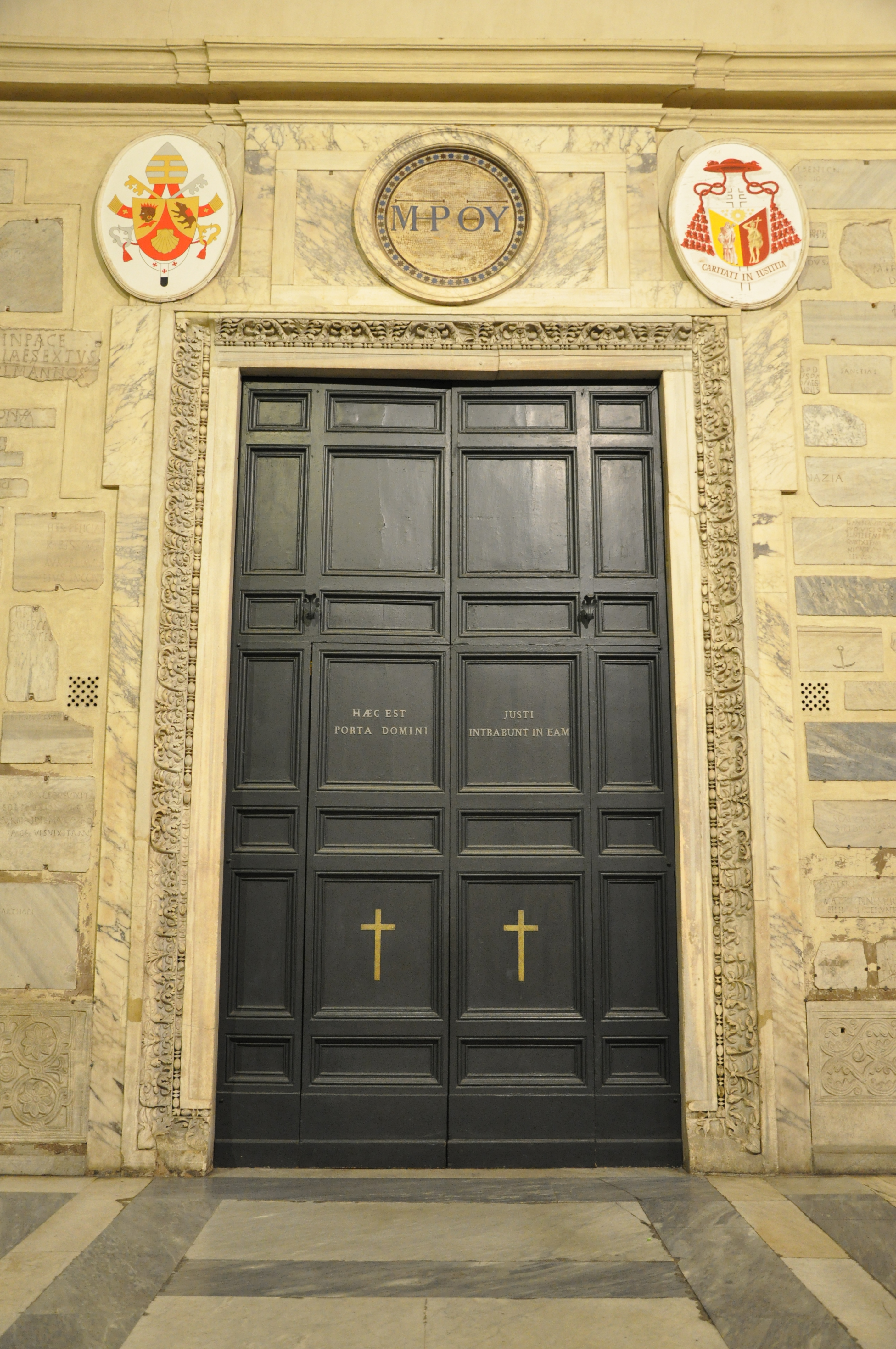
Het hoofdportaal
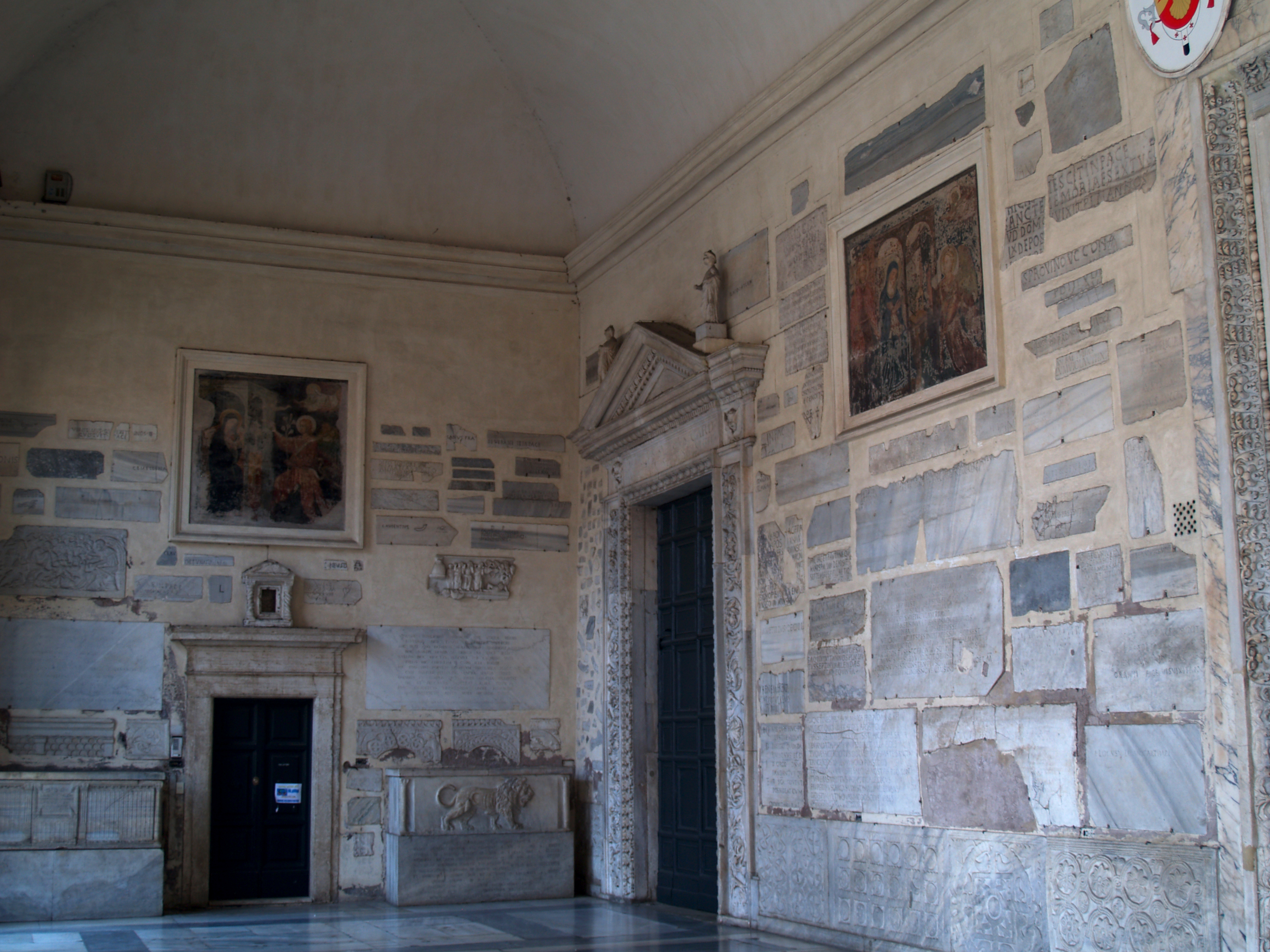
Lapidarium in het voorportaal
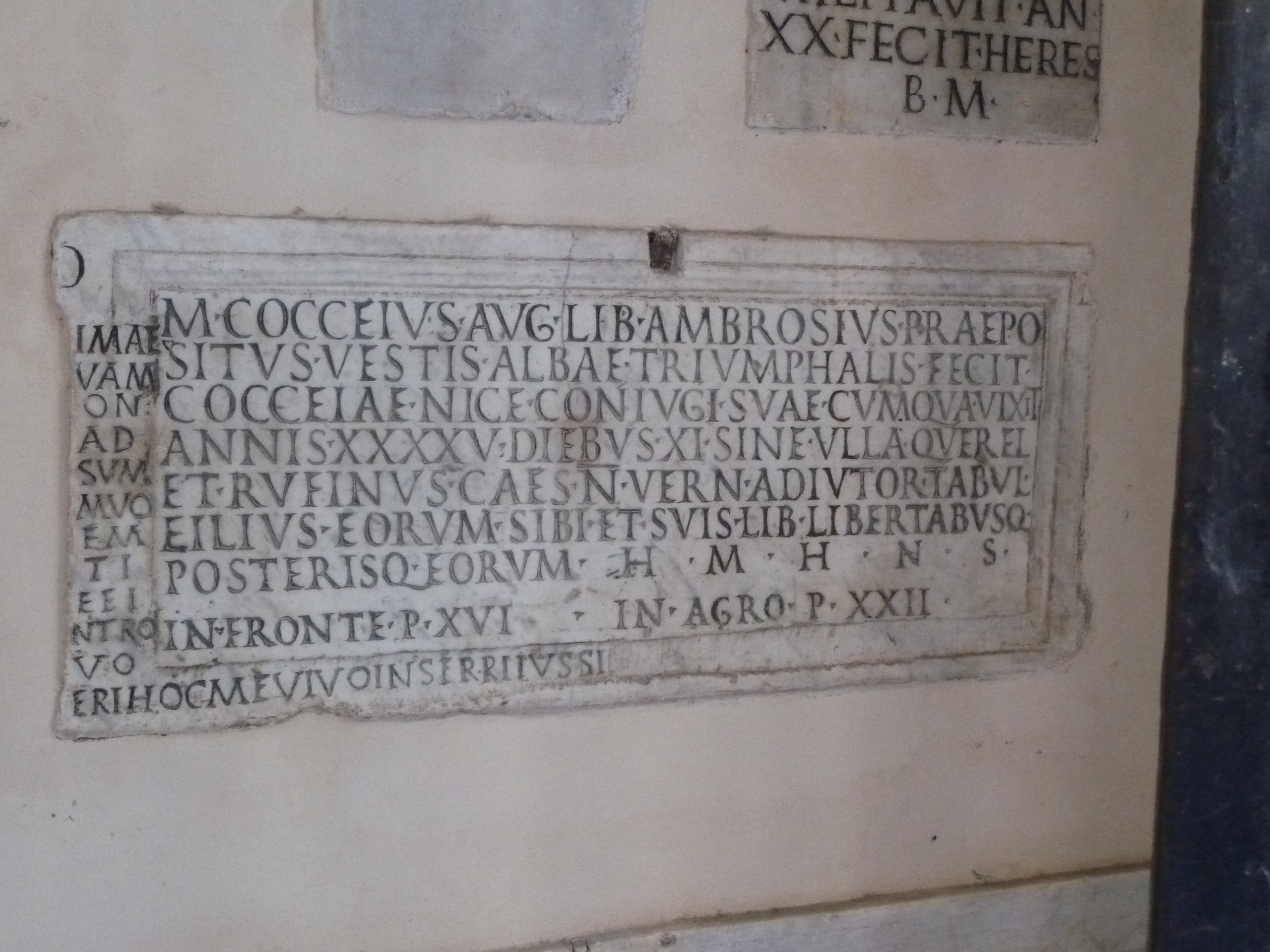
Grafschrift van Cocceia

### Middenschip en zoldering

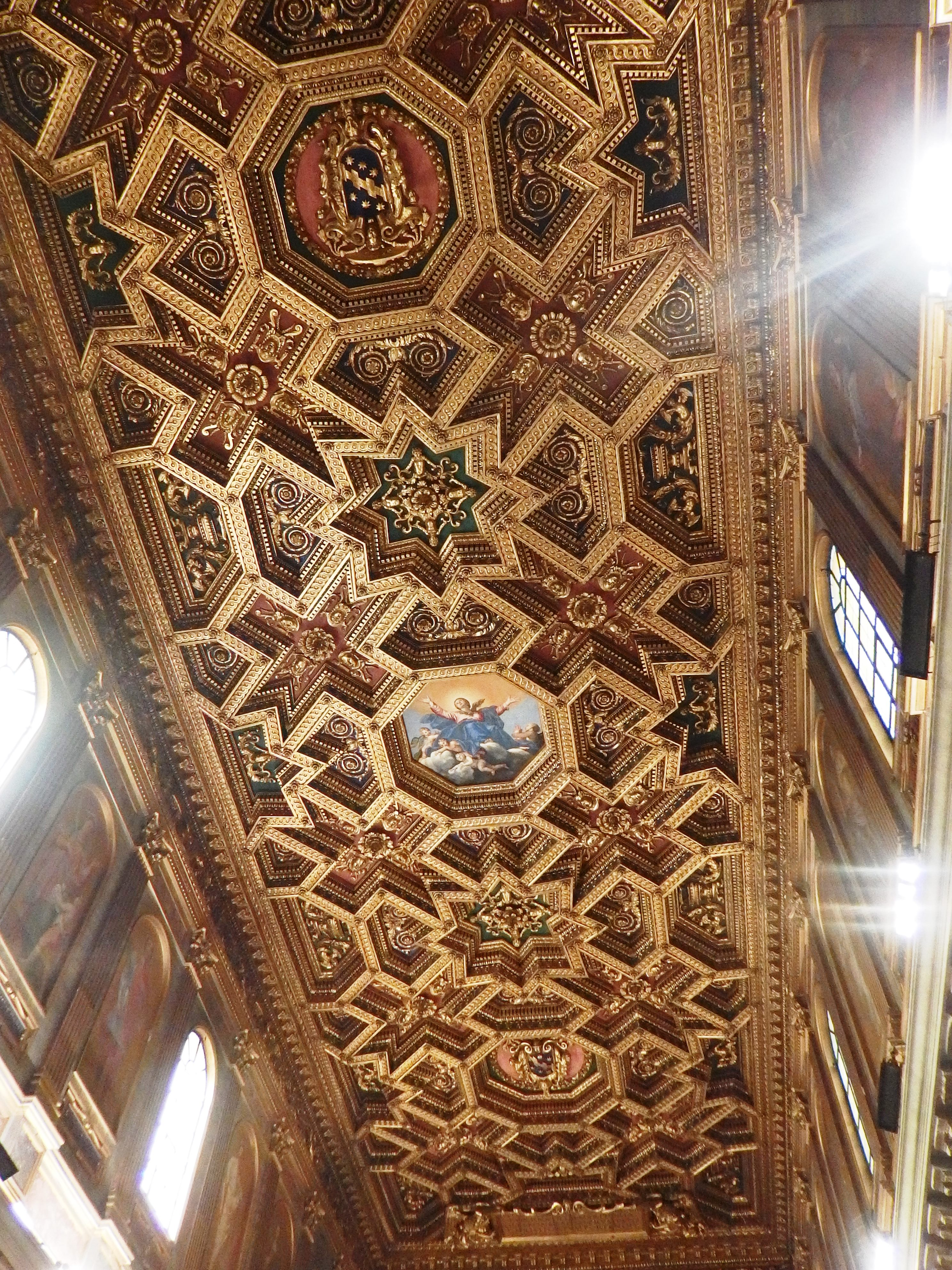
De zoldering van het middenschip
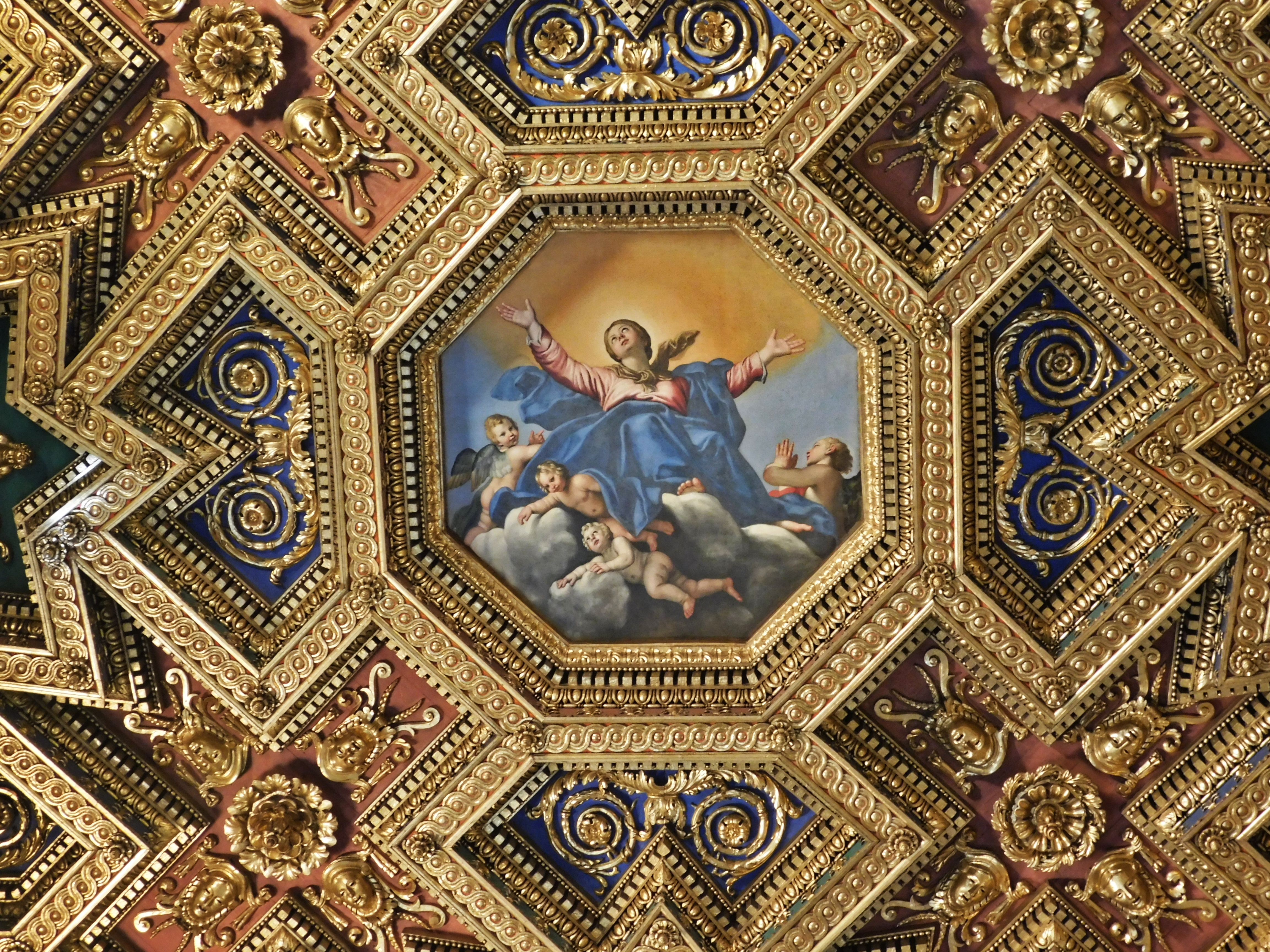
Tenhemelopneming van Maria (Domenichino)
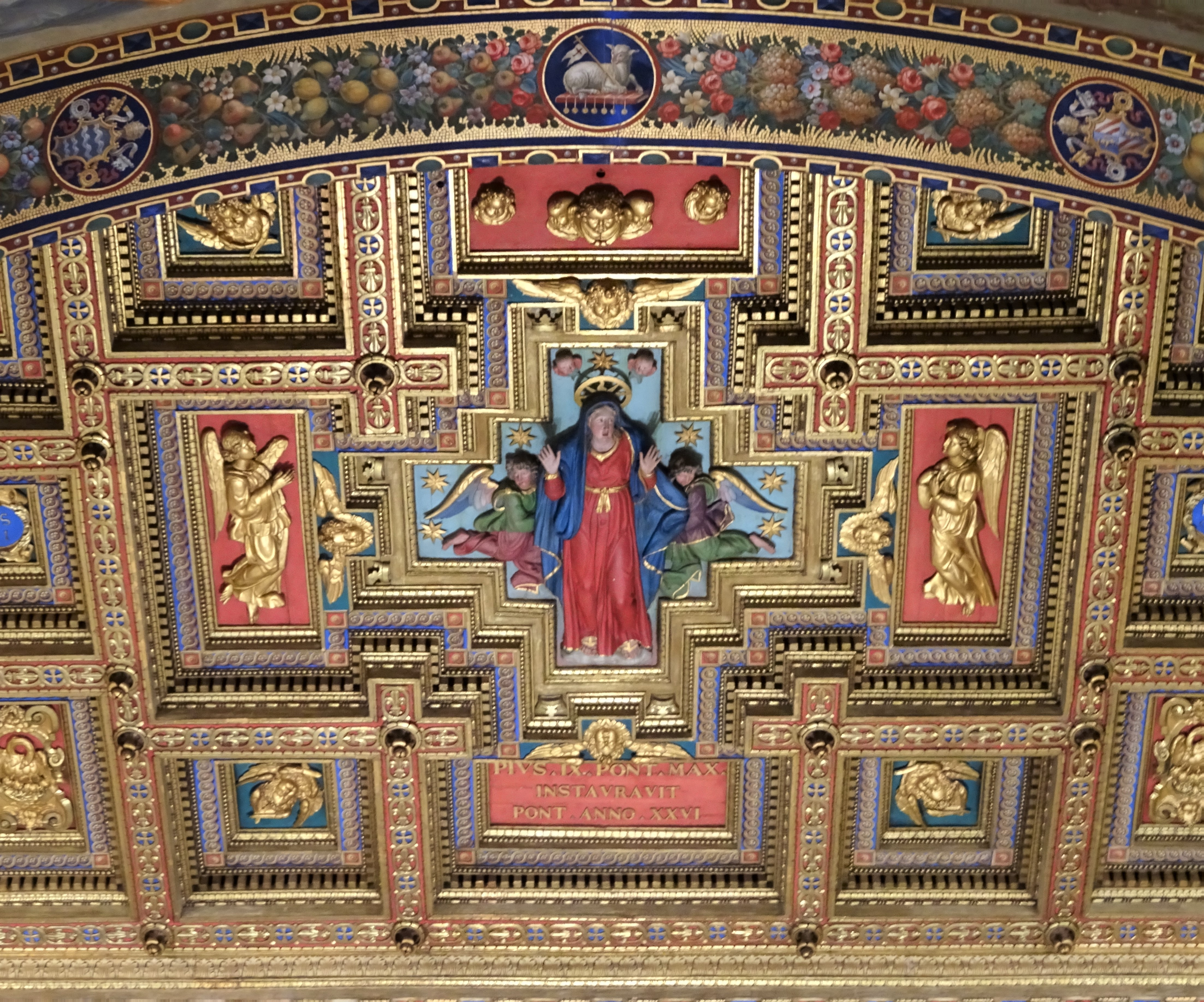
Tenhemelopneming in houtsculptuur op de zoldering
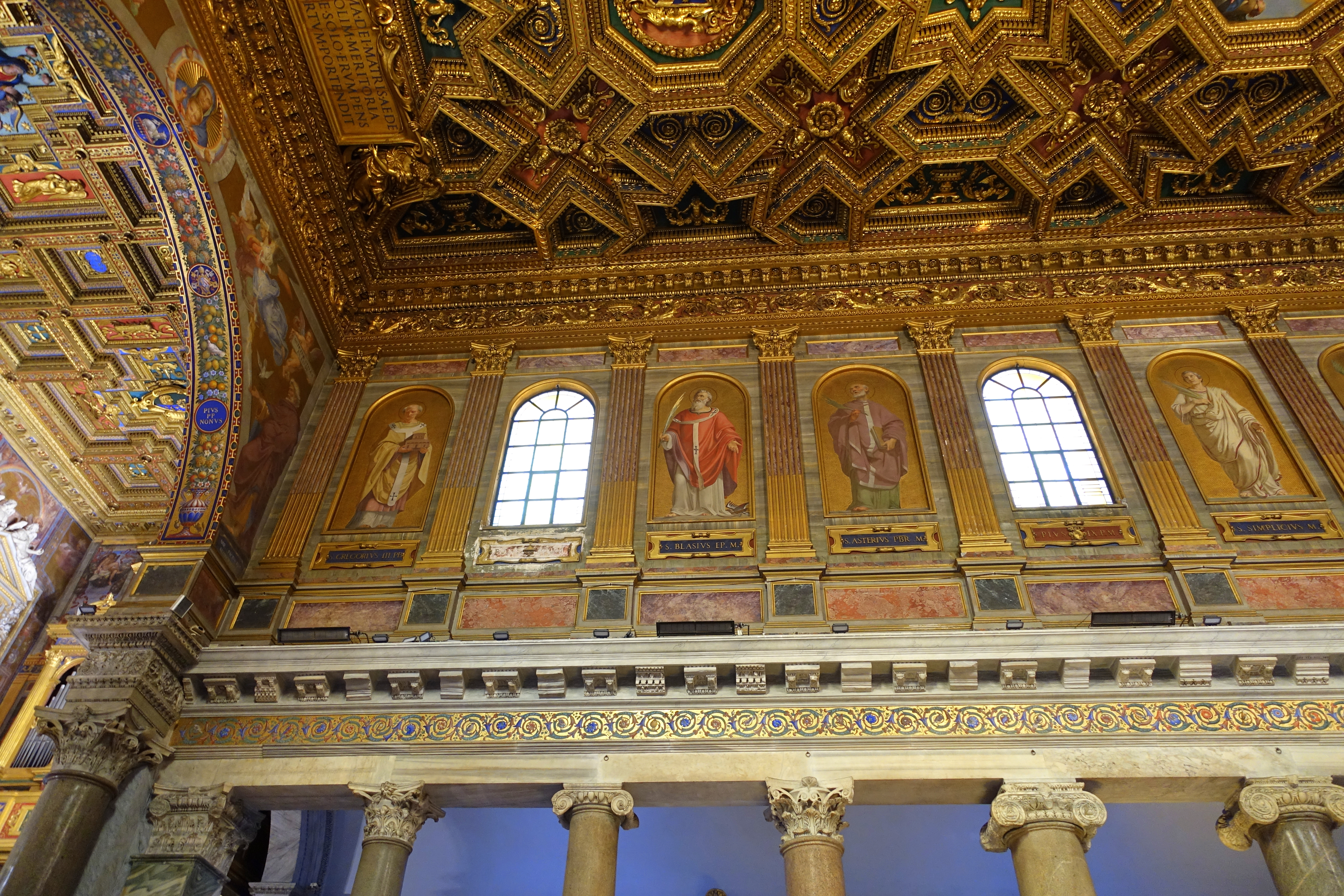
Rechterdeel van het middenschip naar de triomfboog toe
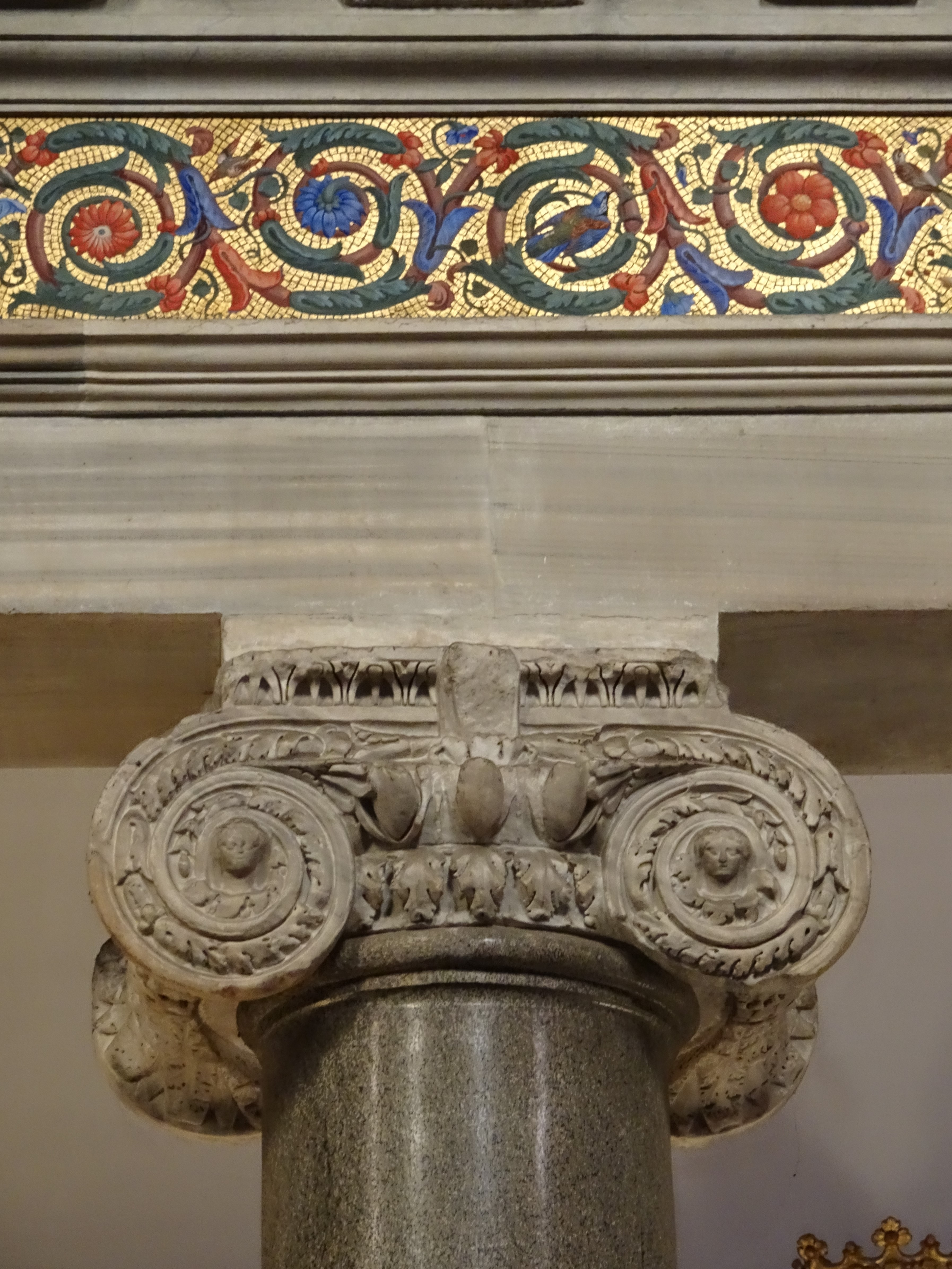
Kapiteel en architraaf van het middenschip

### Interieur andere

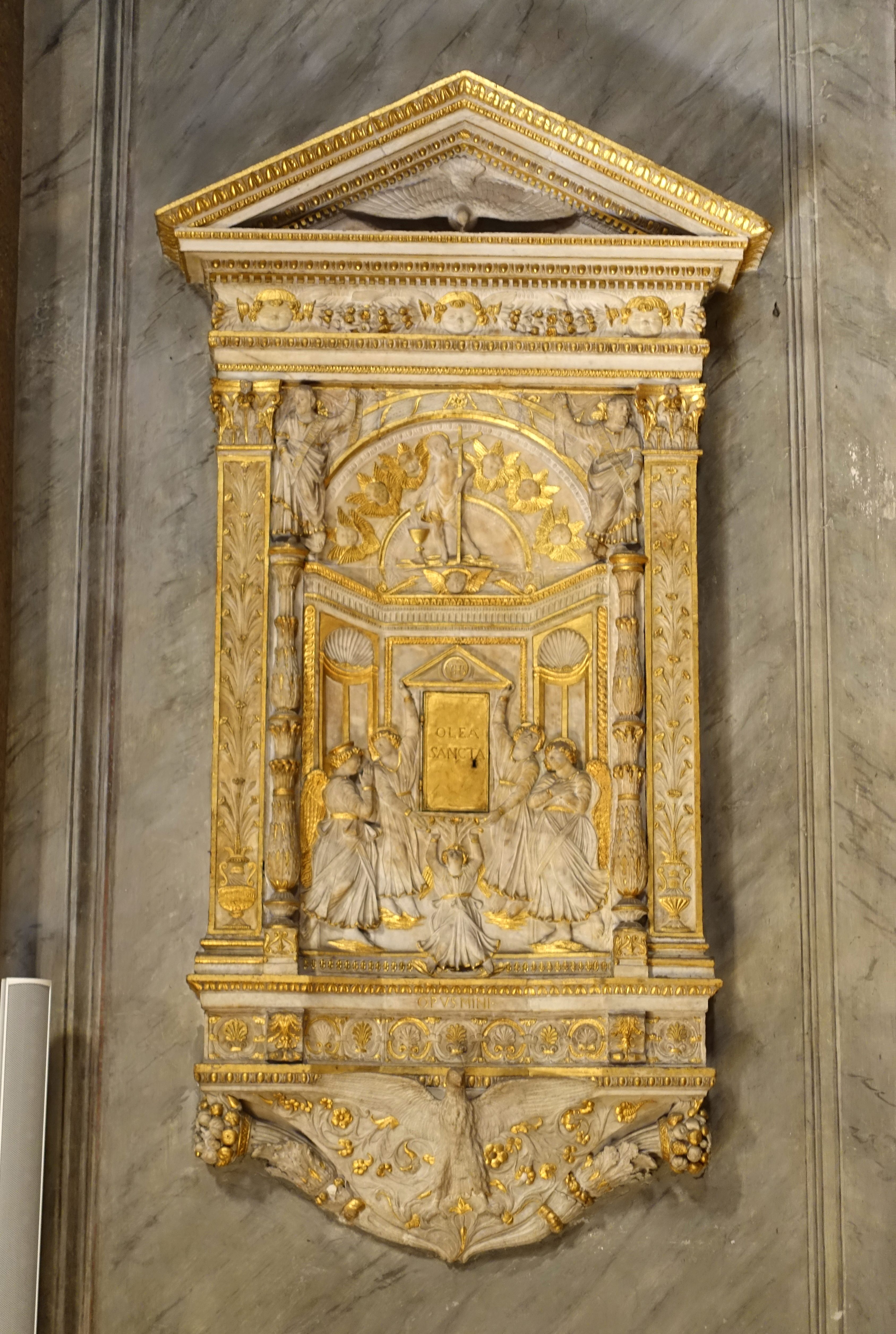
Het reliëf "Olea sancta" van Mino del Reame
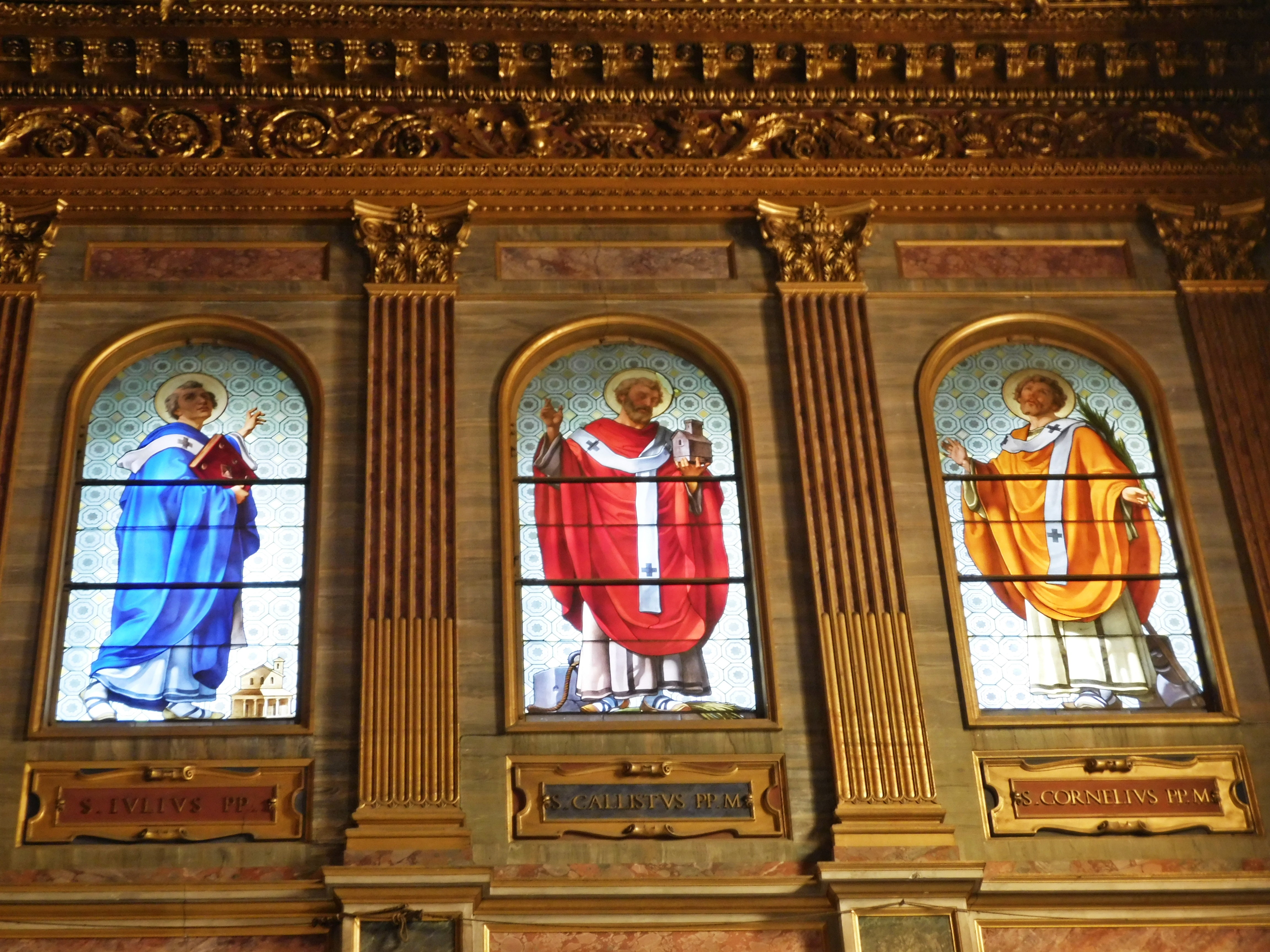
Glasvensters aan de zijde van de voorgevel
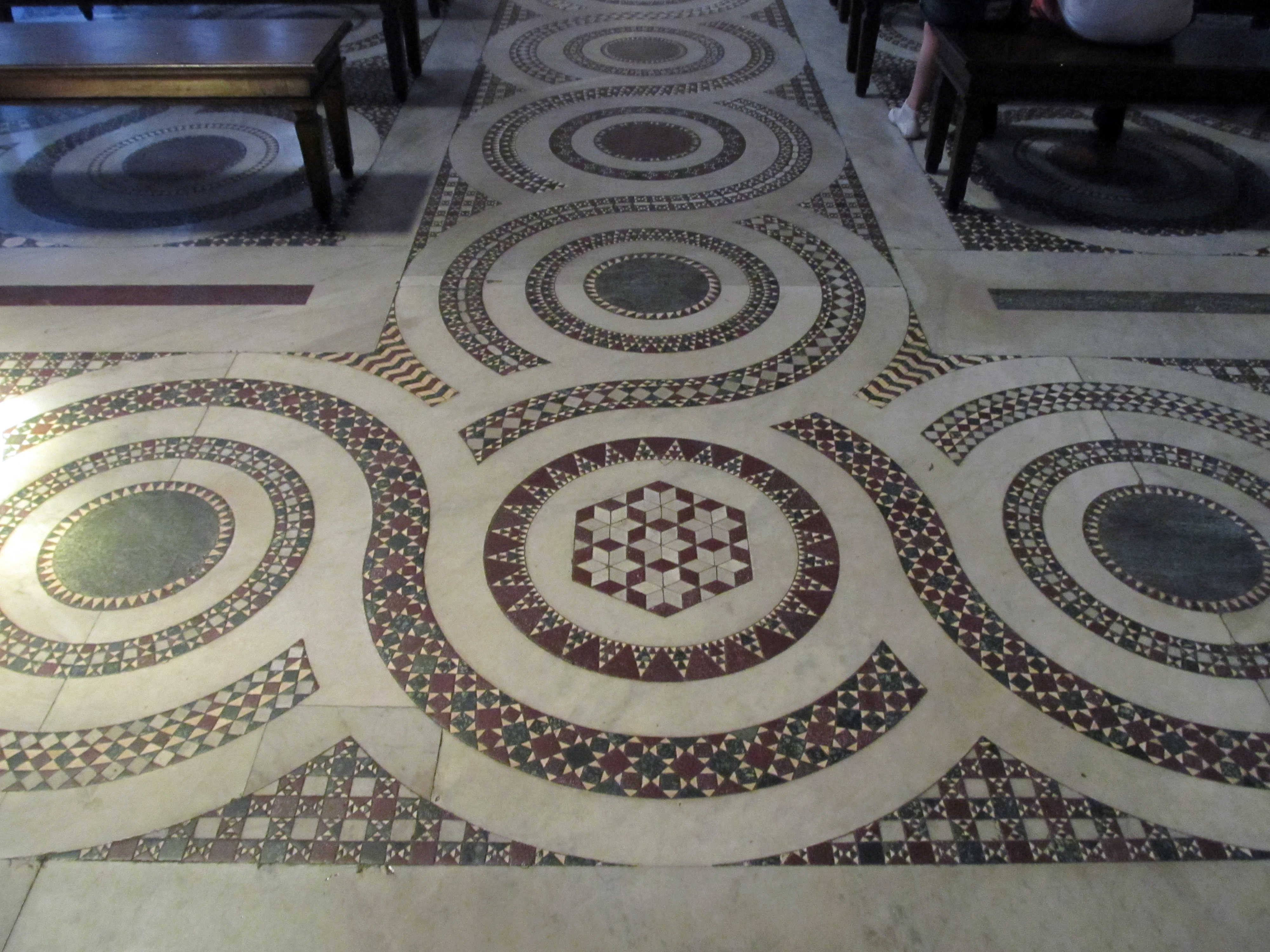
Cosmatenvloer
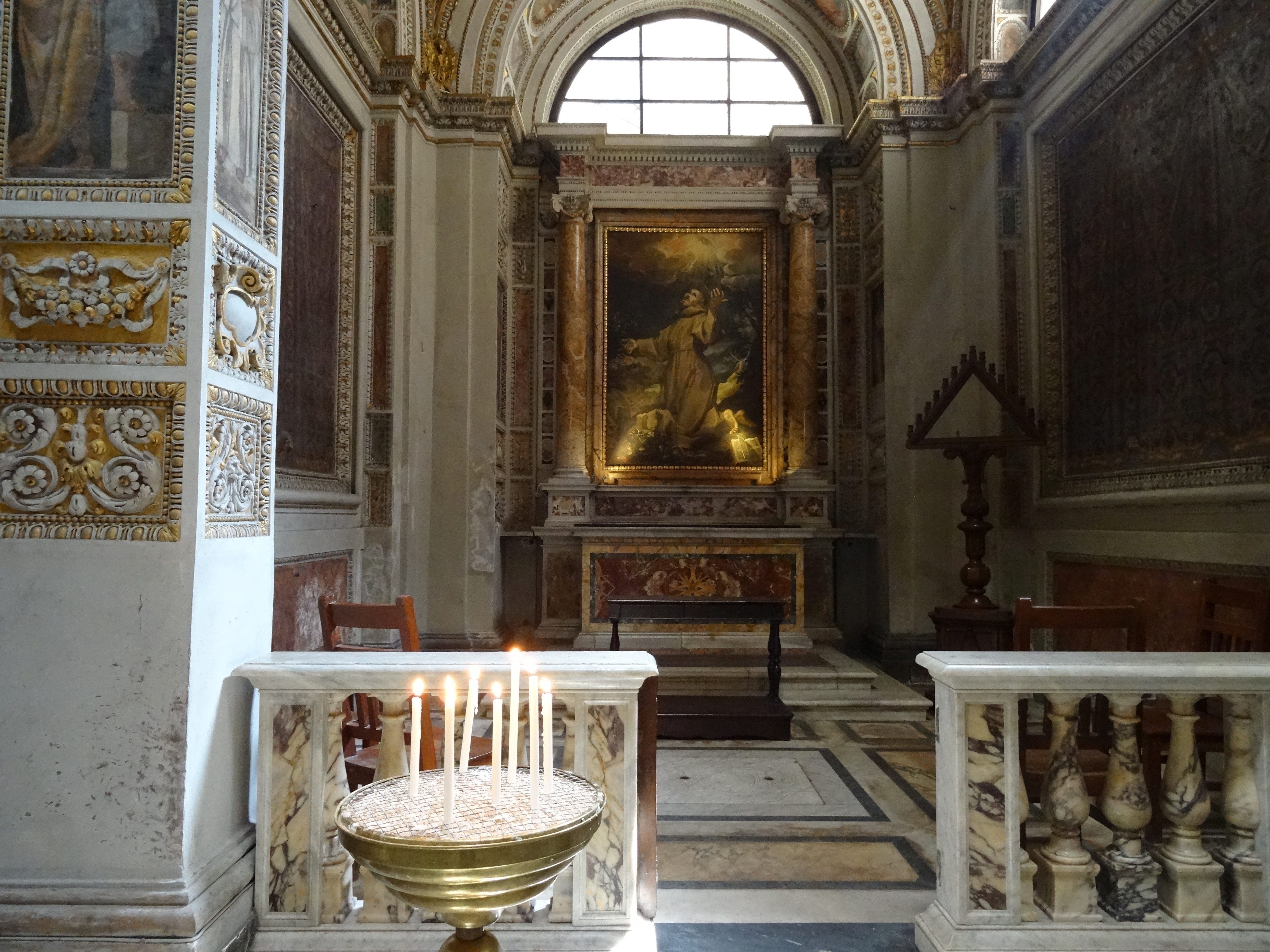
Kapel van Sint Franciscus
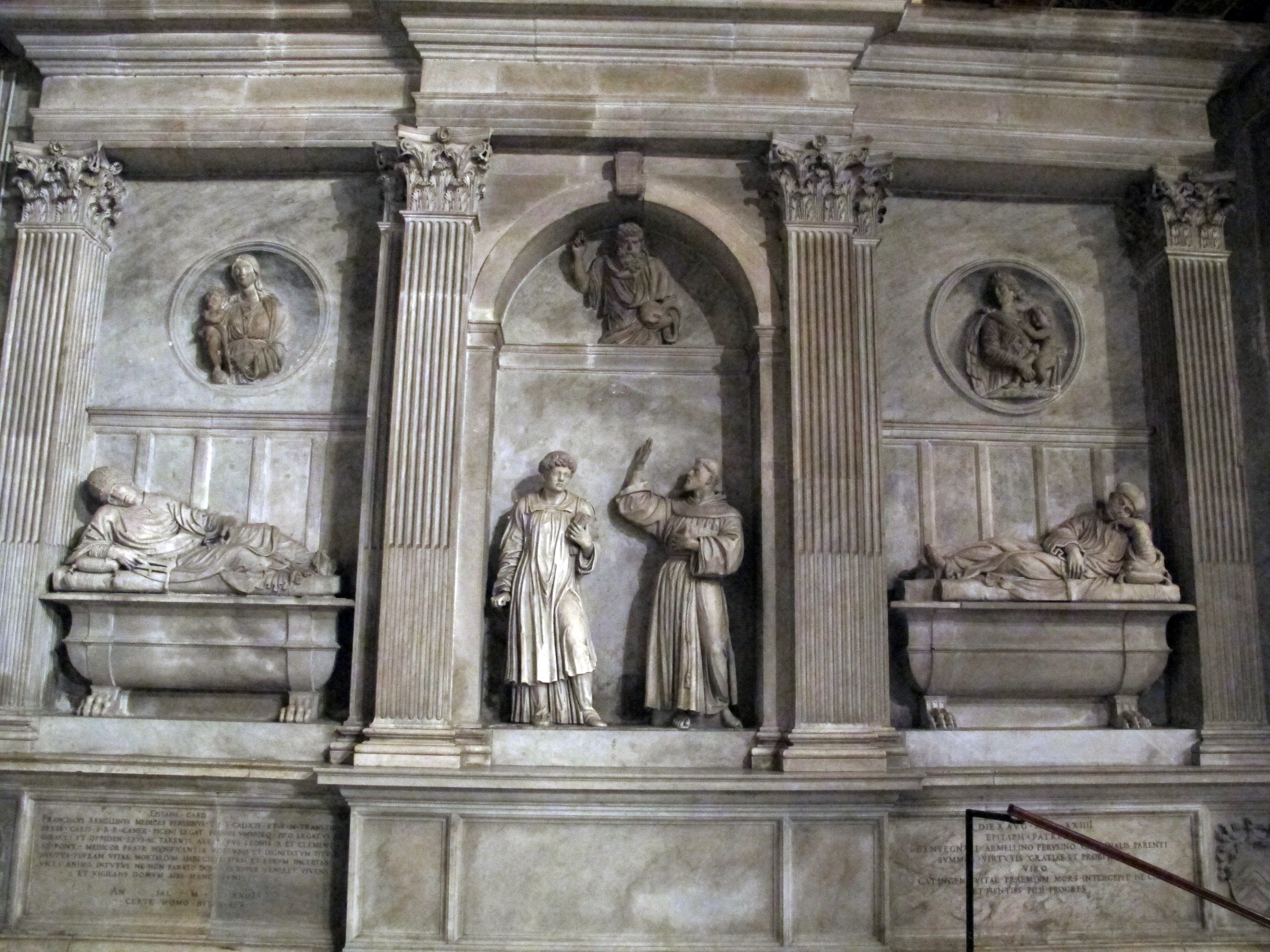
Grafmonument van kardinaal Francesco Armellini en zijn vader
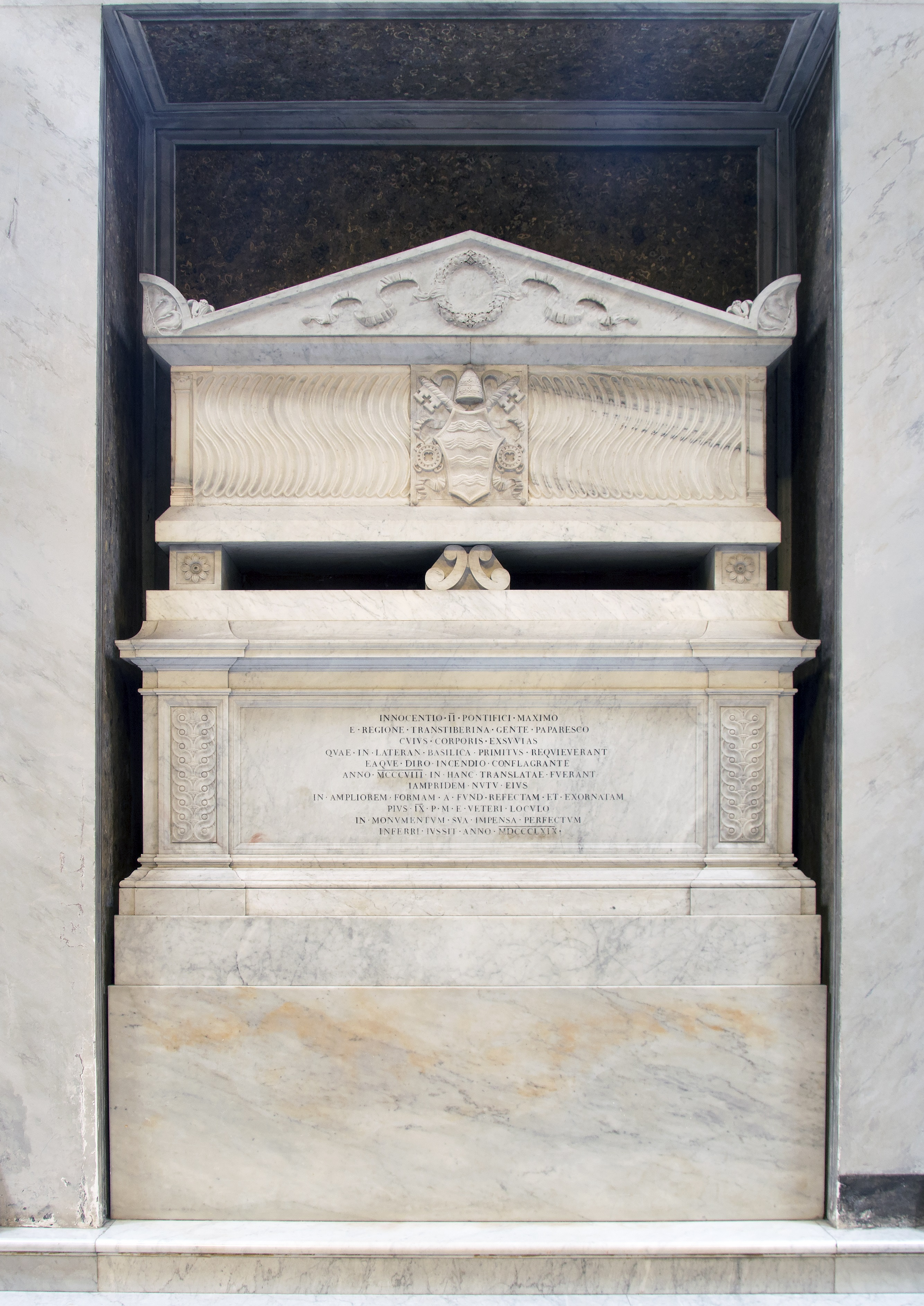
Grafmonument van Innocentius II
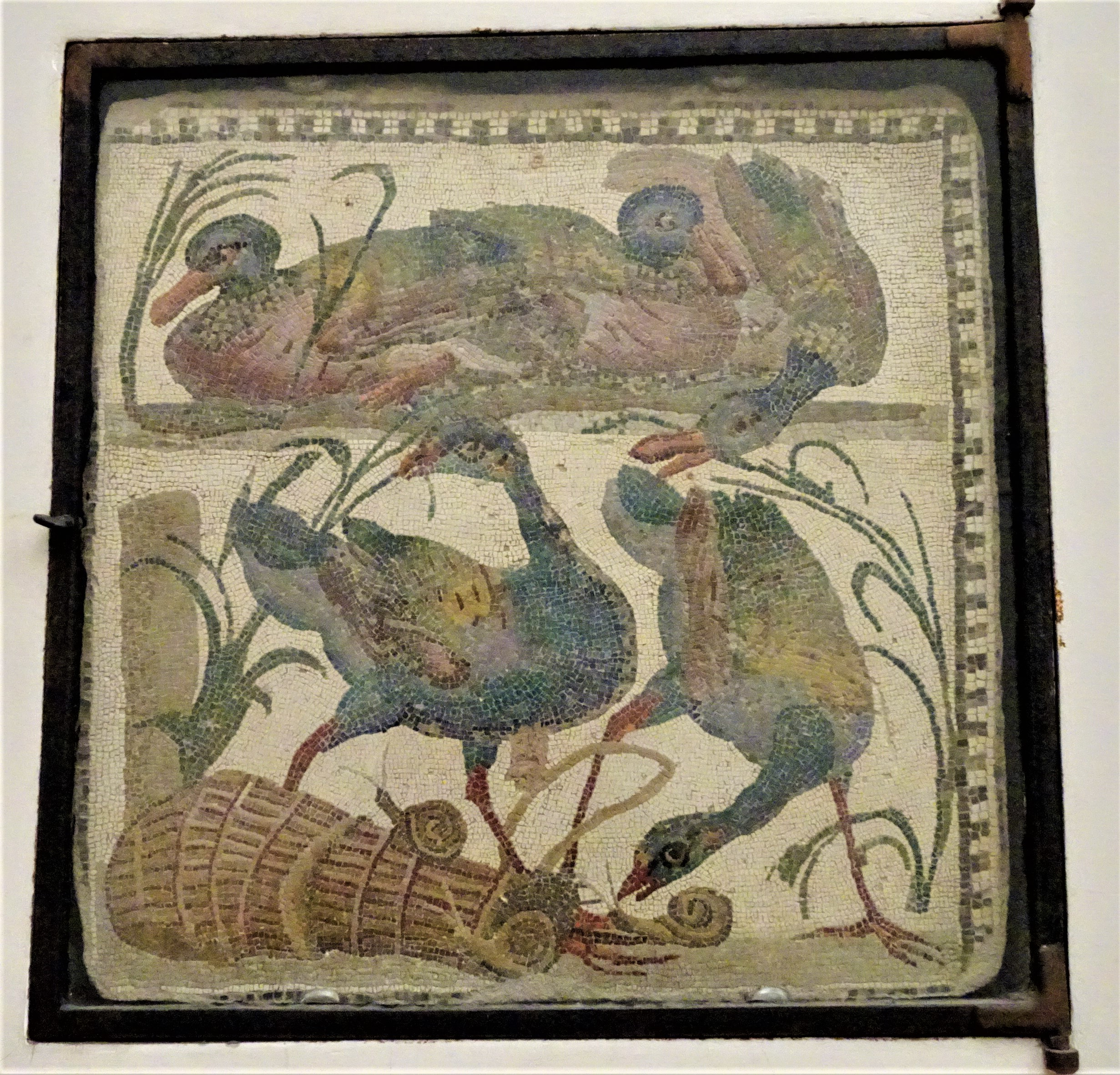
Antiek mozaïek uit Palestrina
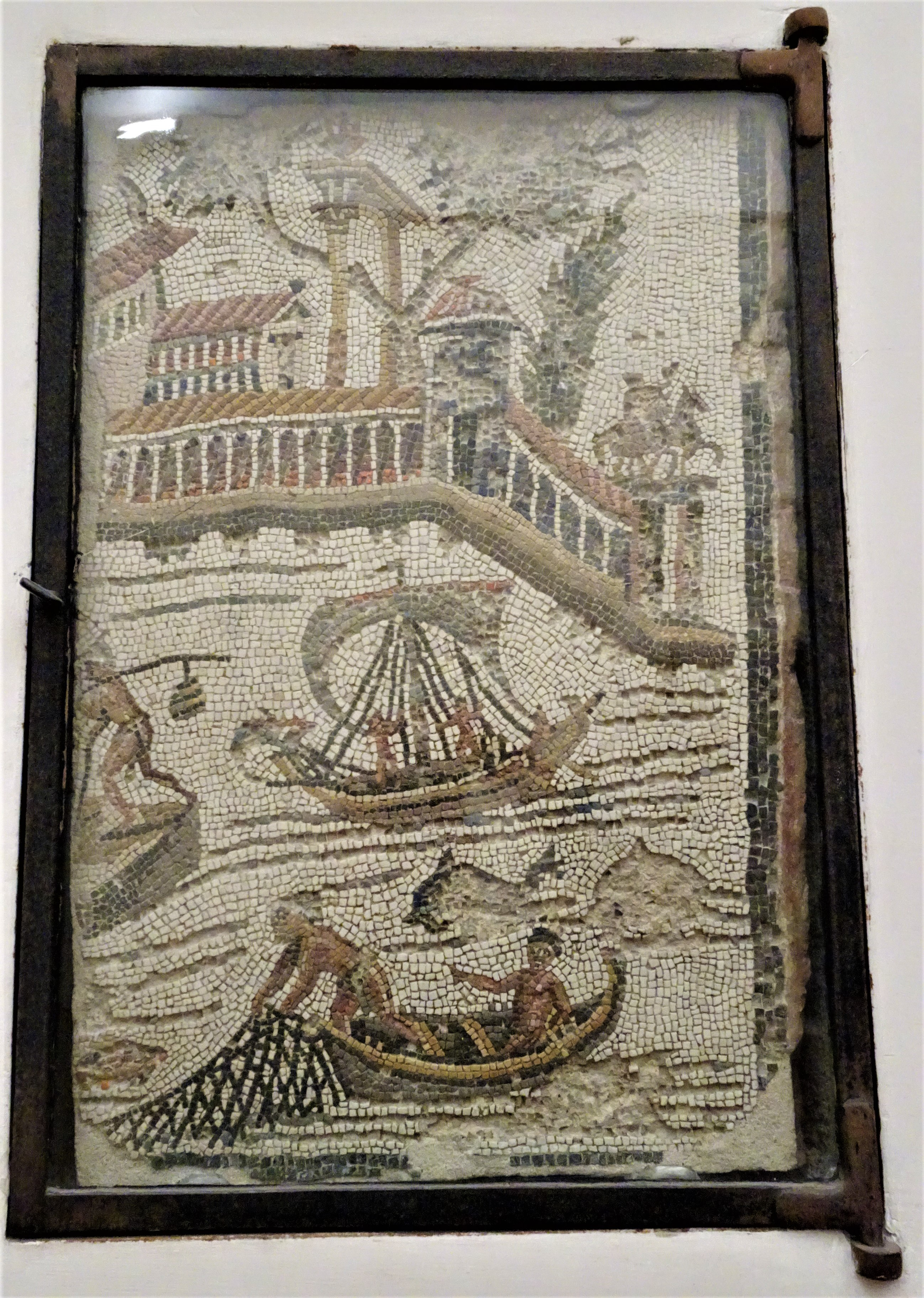
Antiek mozaïek uit Palestrina: zeescène

### Triomfboog en apsis

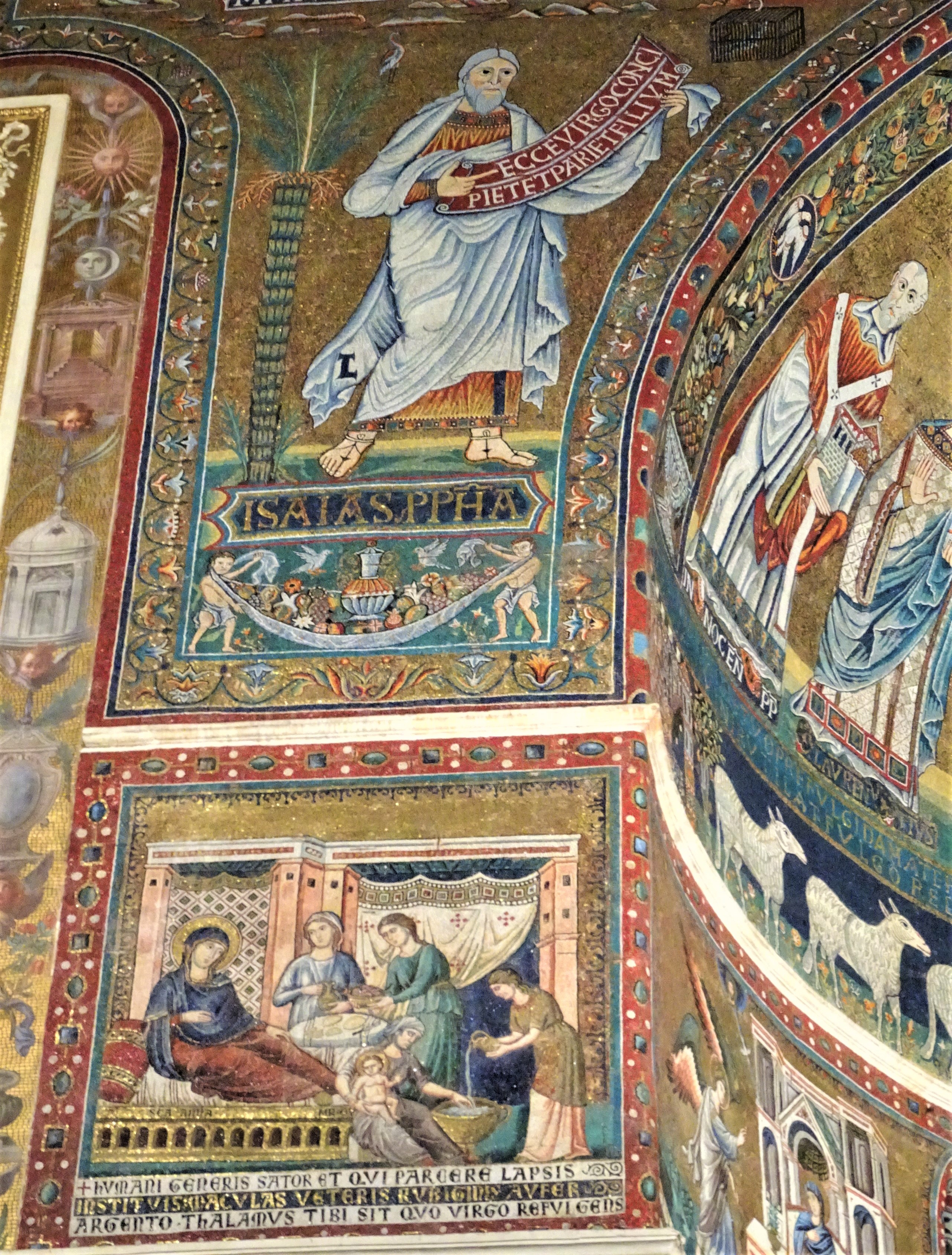
Linkerzijde triomfboog: Isaia; de geboorte van Maria
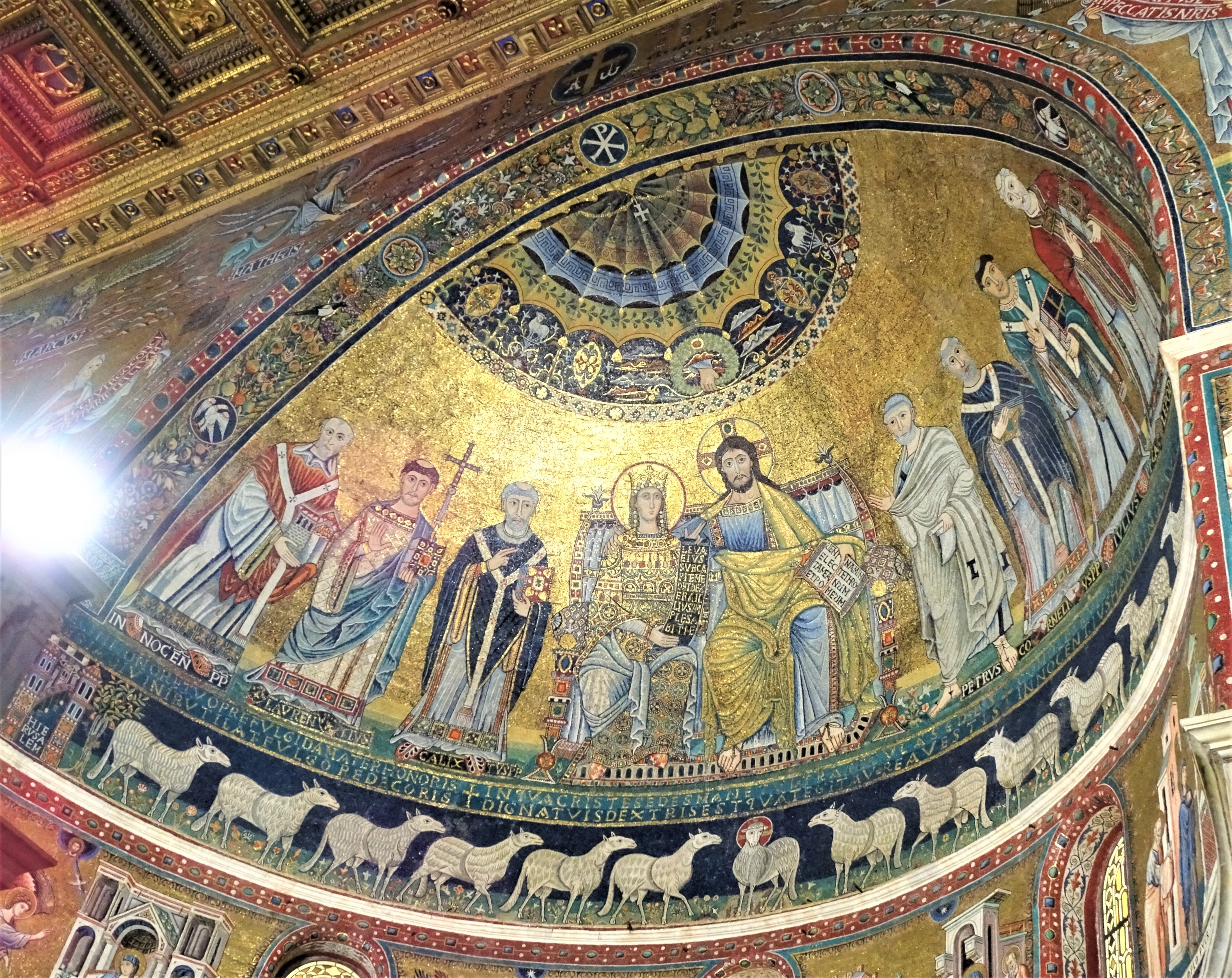
Kalot van de apsis
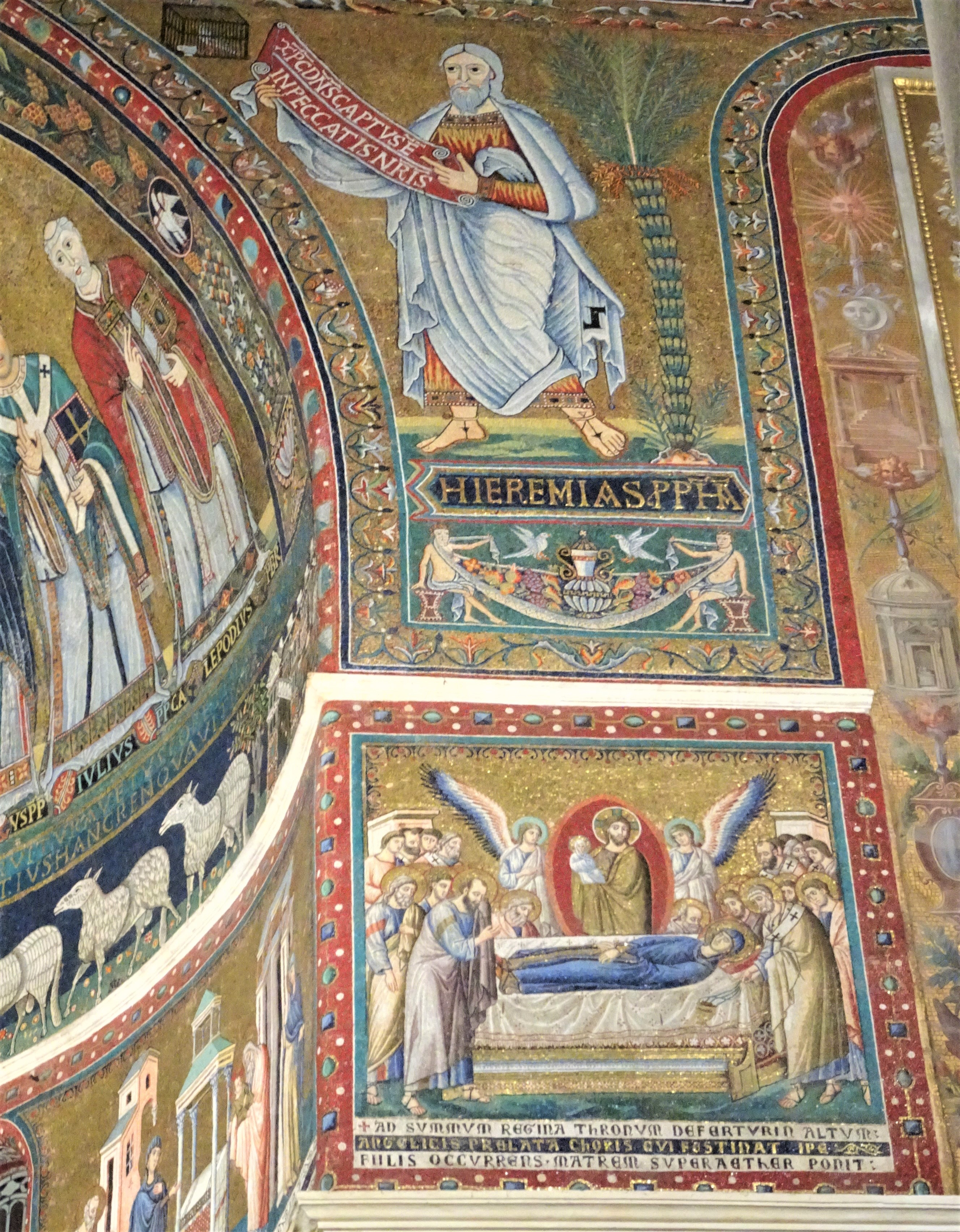
Rechterzijde triomfboog: Jeremia; de dood van Maria
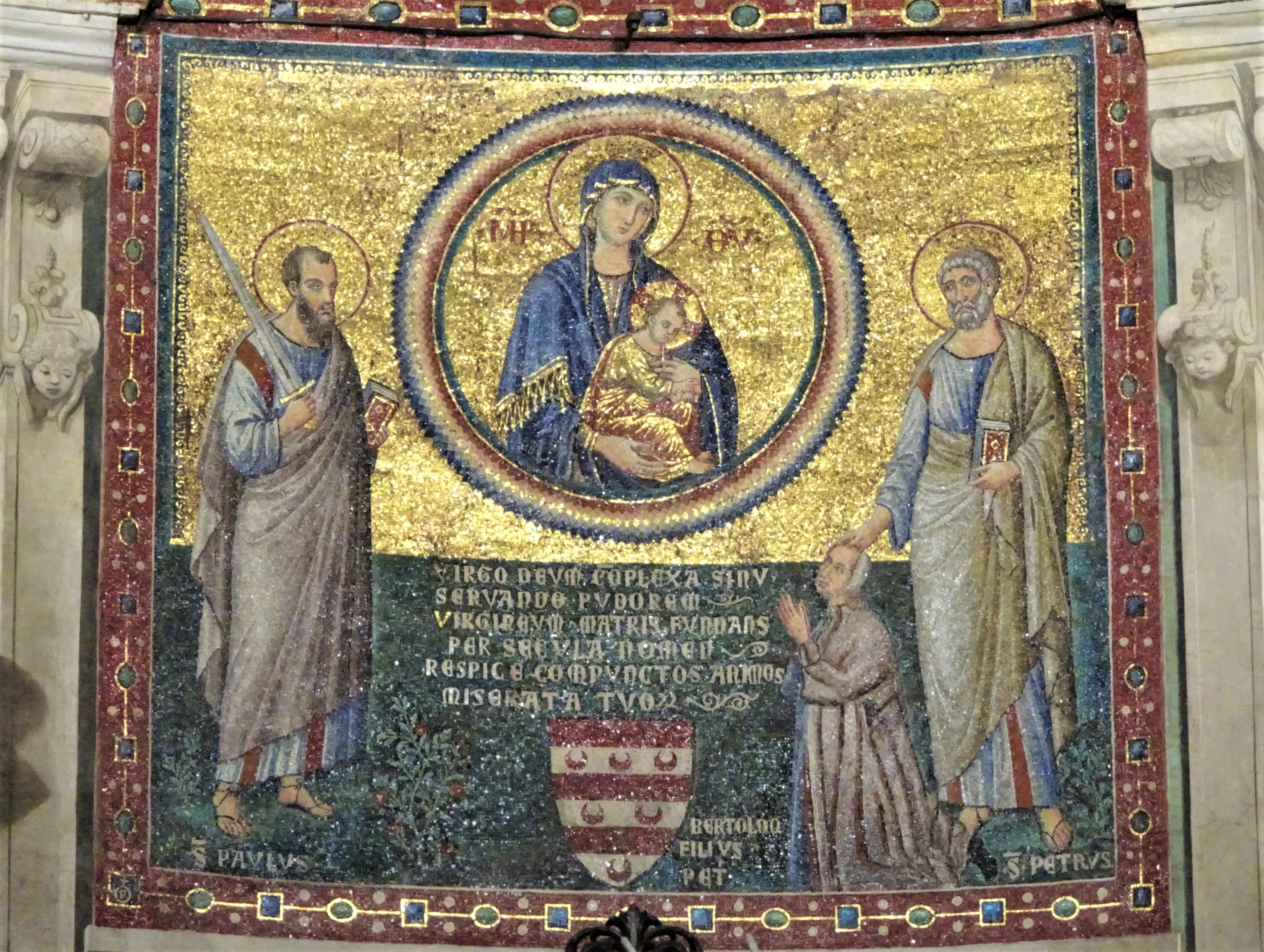
Mozaïek met kardinaal Stefaneschi
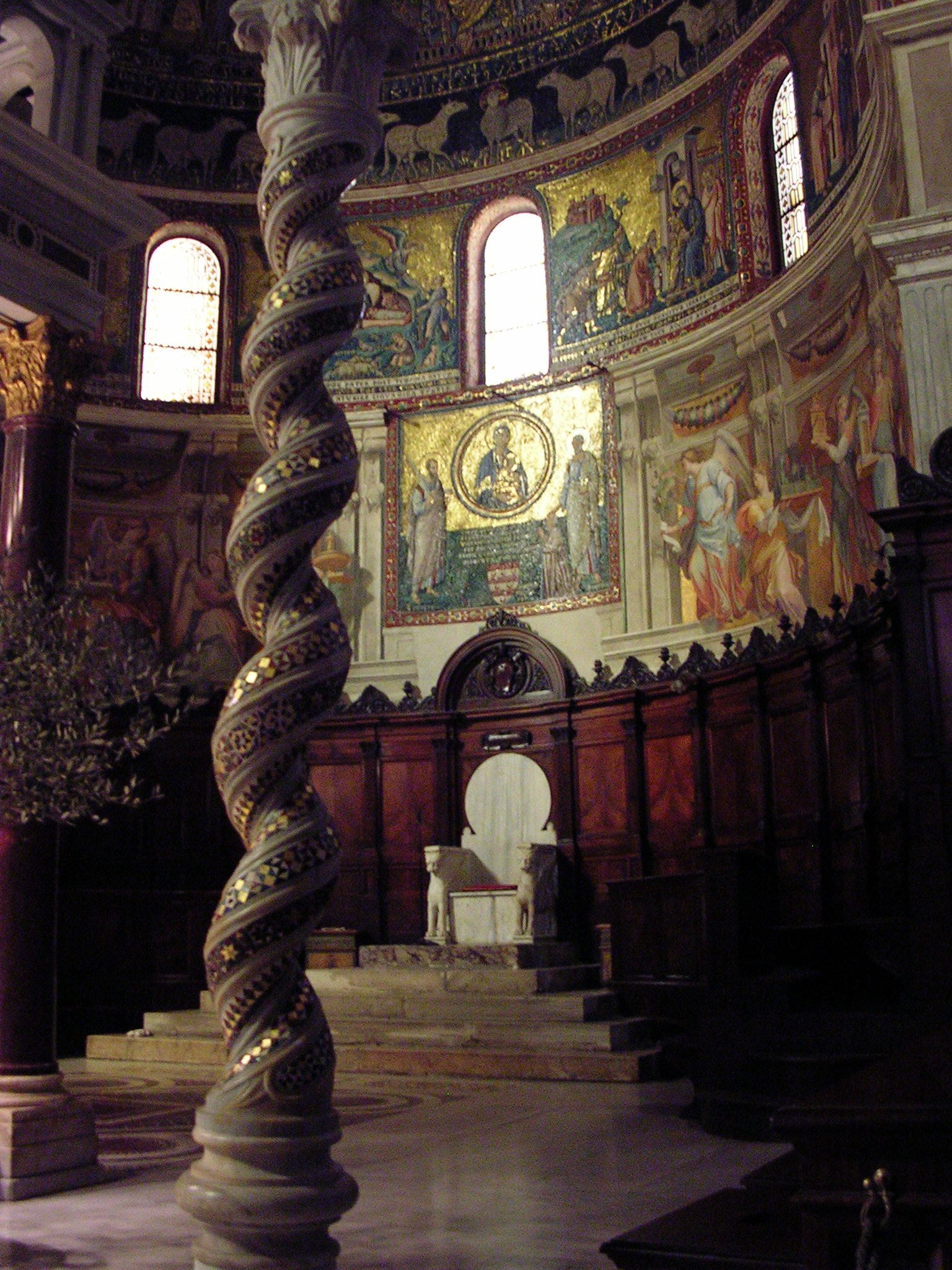
Paaskandelaar en cathedra
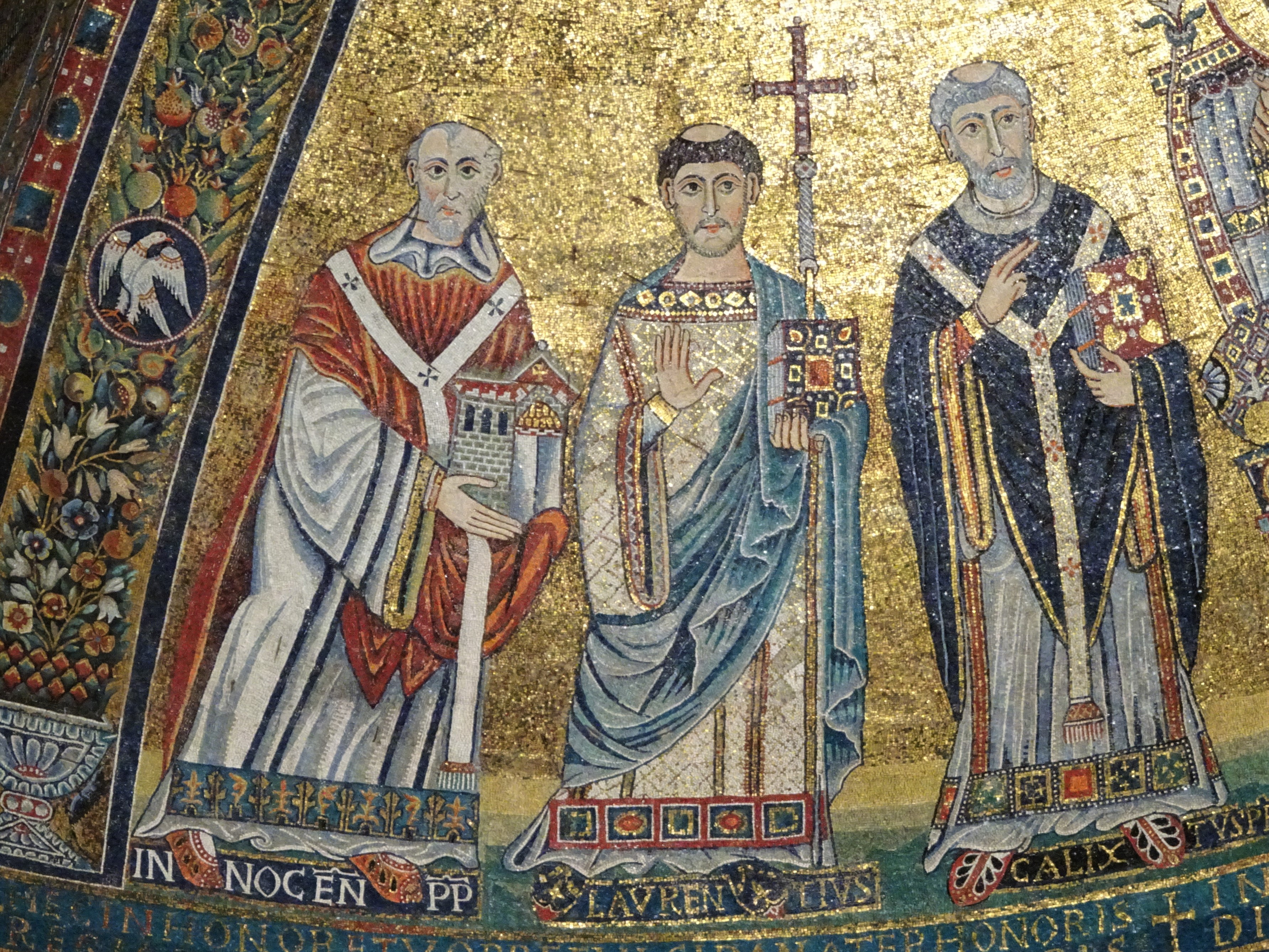
Innocentius II, Laurentius en Callixtus
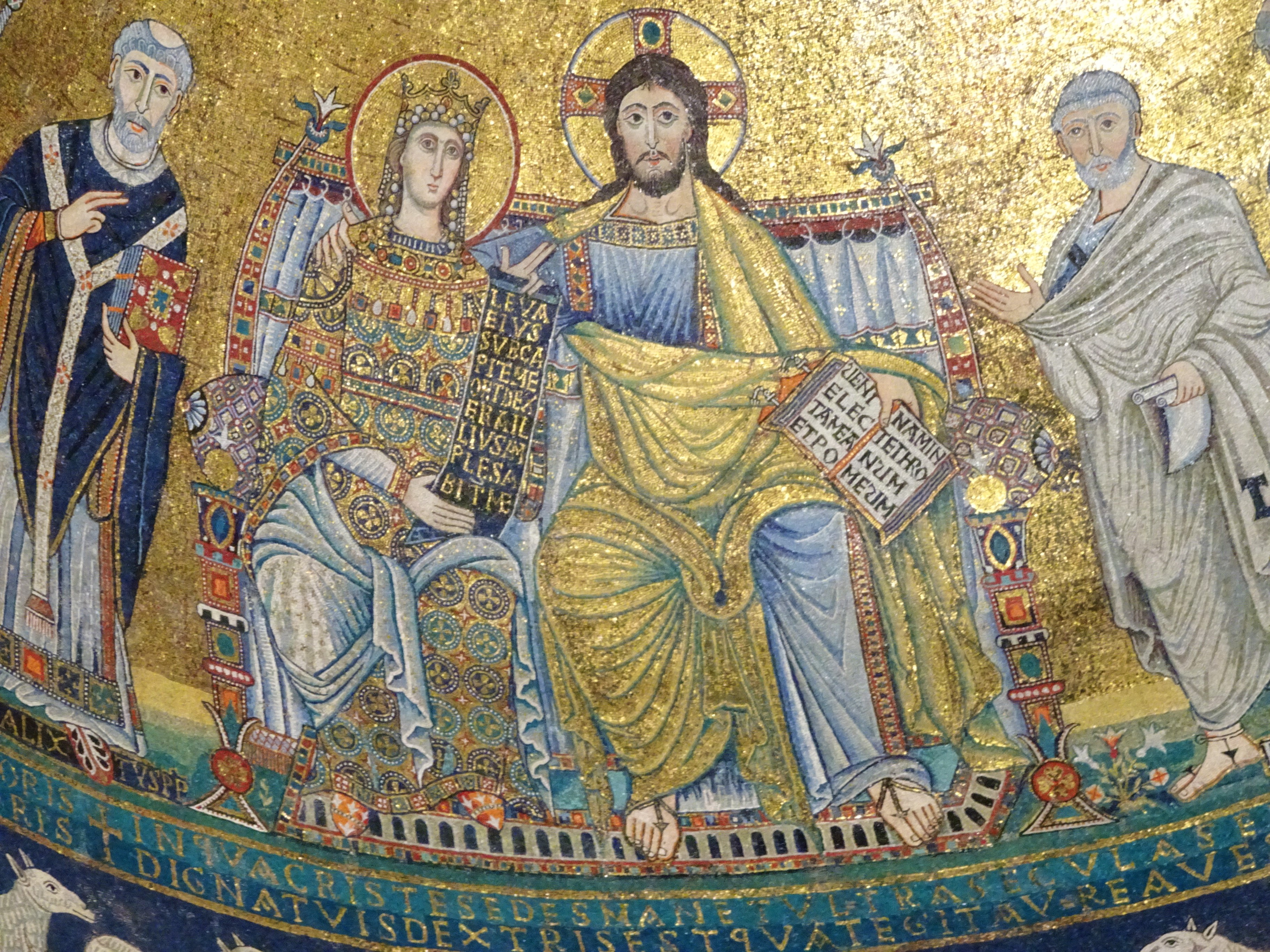
Christus en Maria tussen Callixtus en Petrus
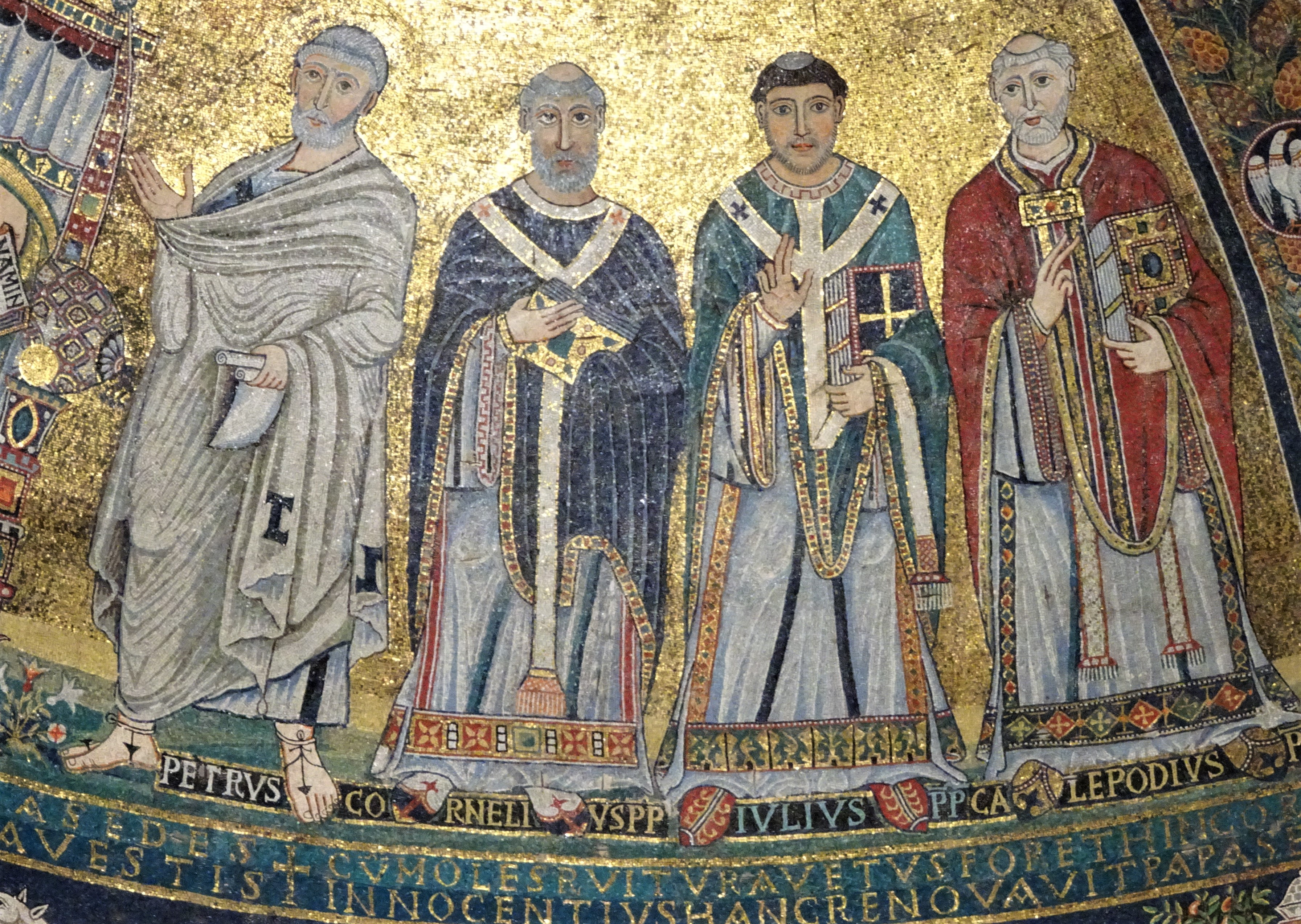
Petrus, Cornelius, Julius I en Calepodius
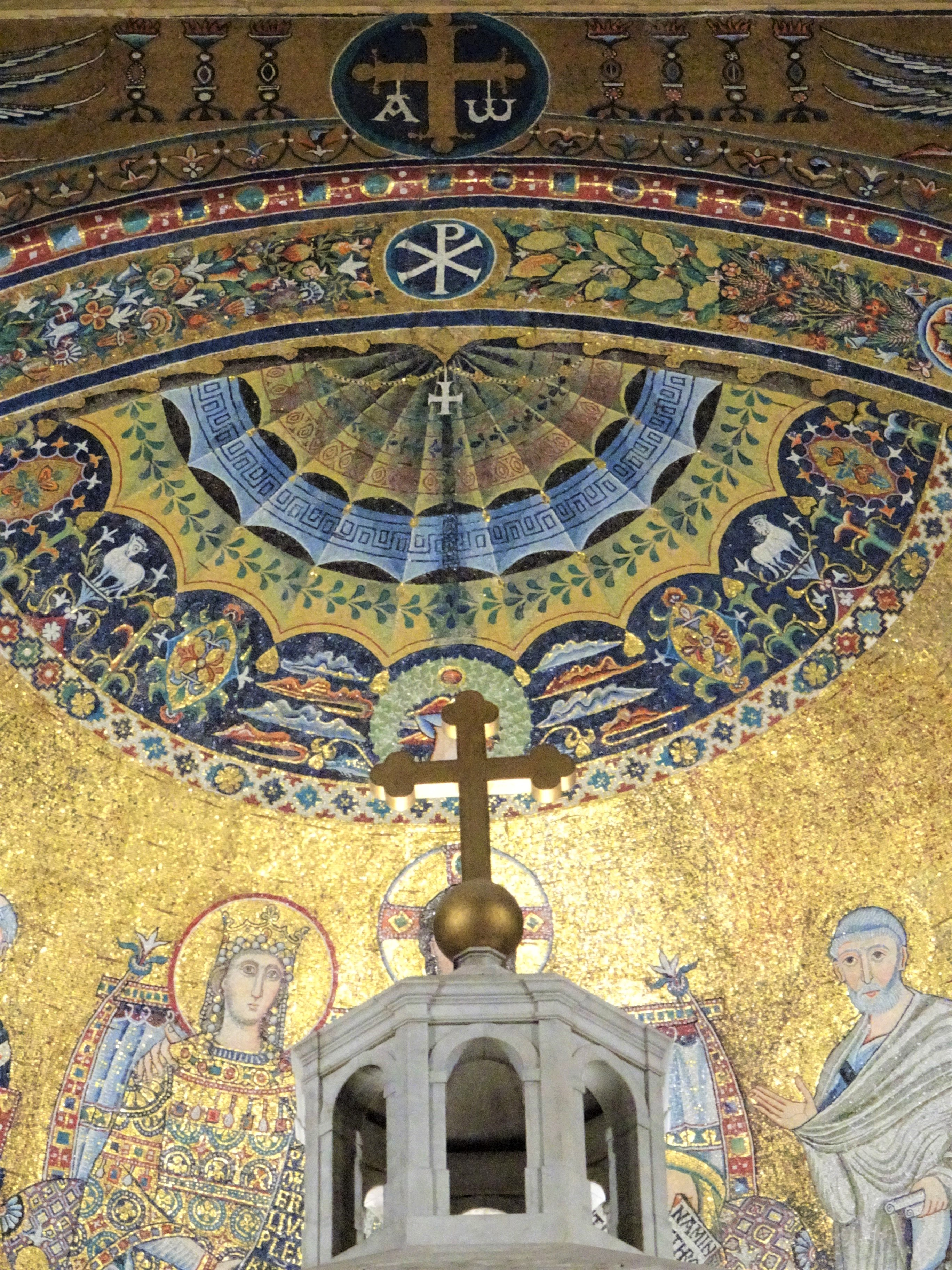
Het paradijs
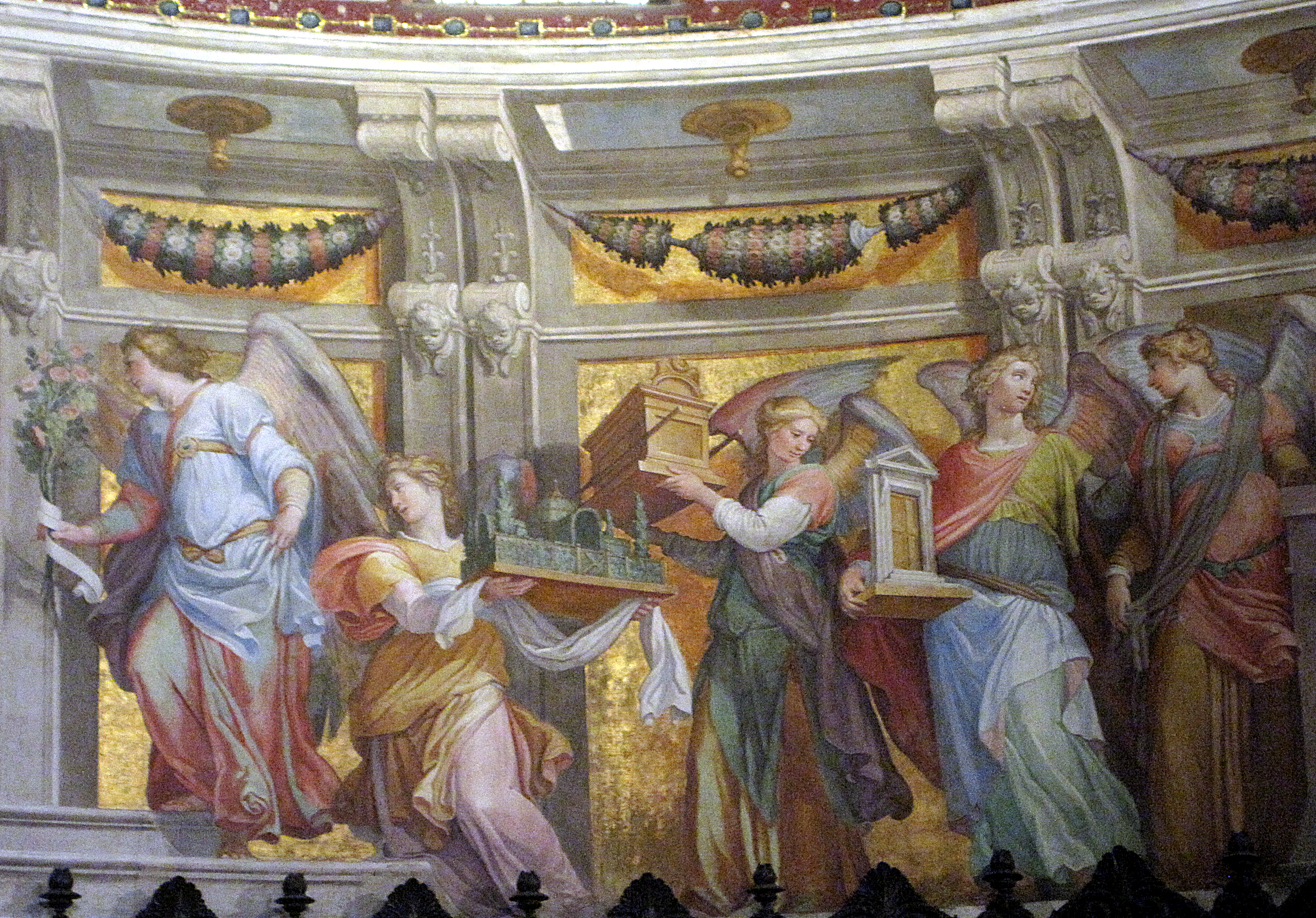
Fresco De processie der engelen in de apsis

### Cappella della Clemenza en de Avilakapel

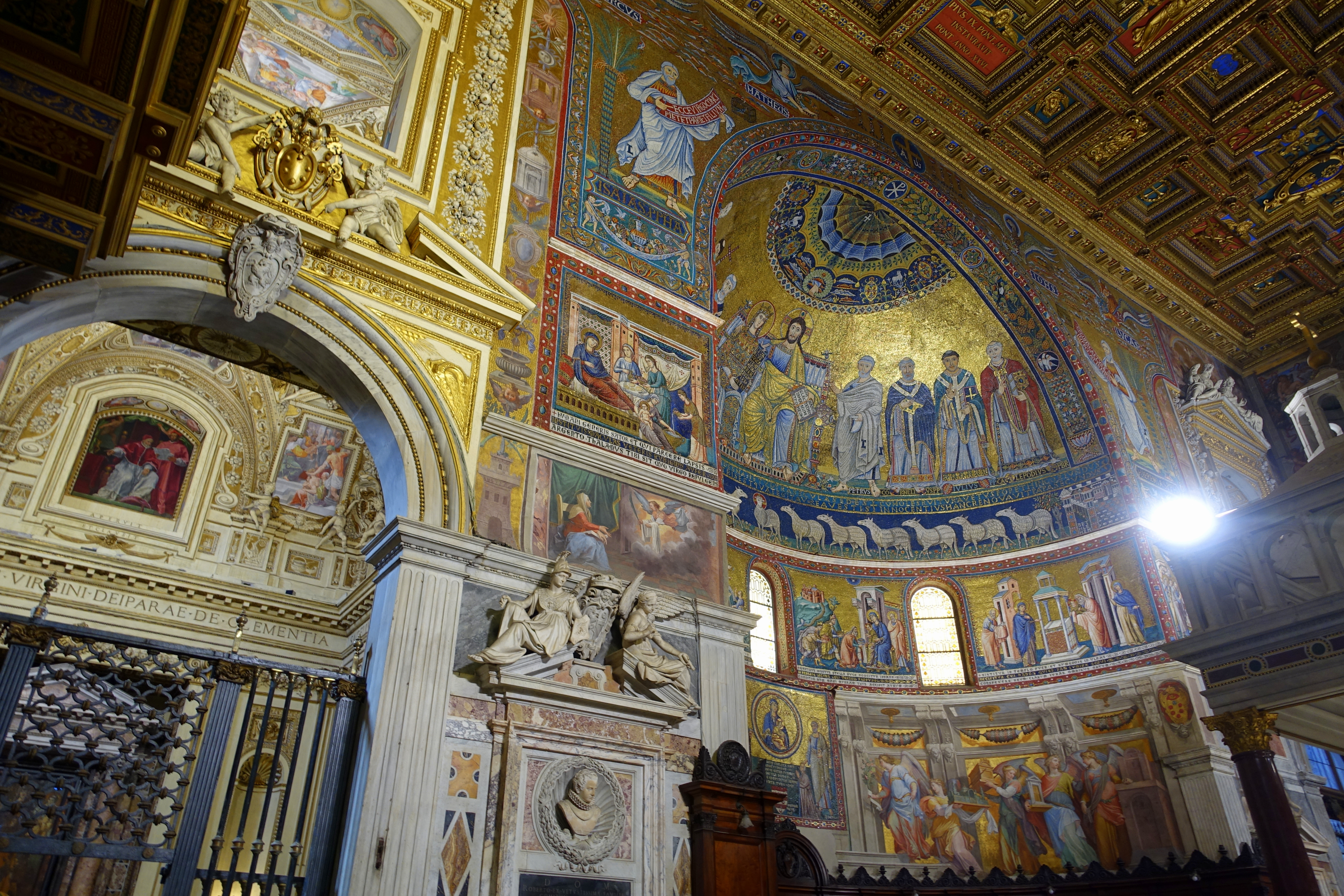
Buitenzijde van de Cappella della Clemenza en de apsis
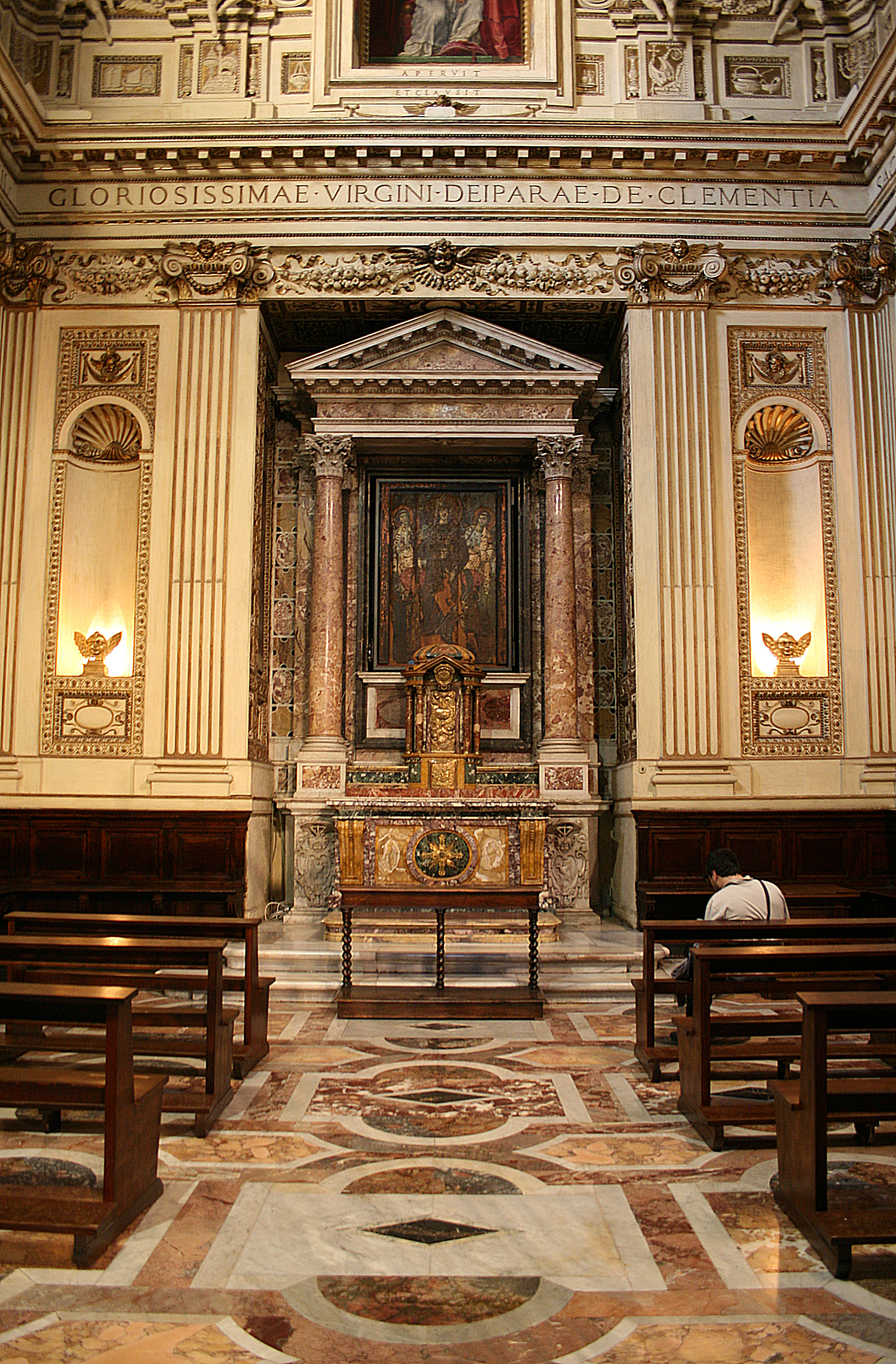
Interieur van de Cappella della Clemenza
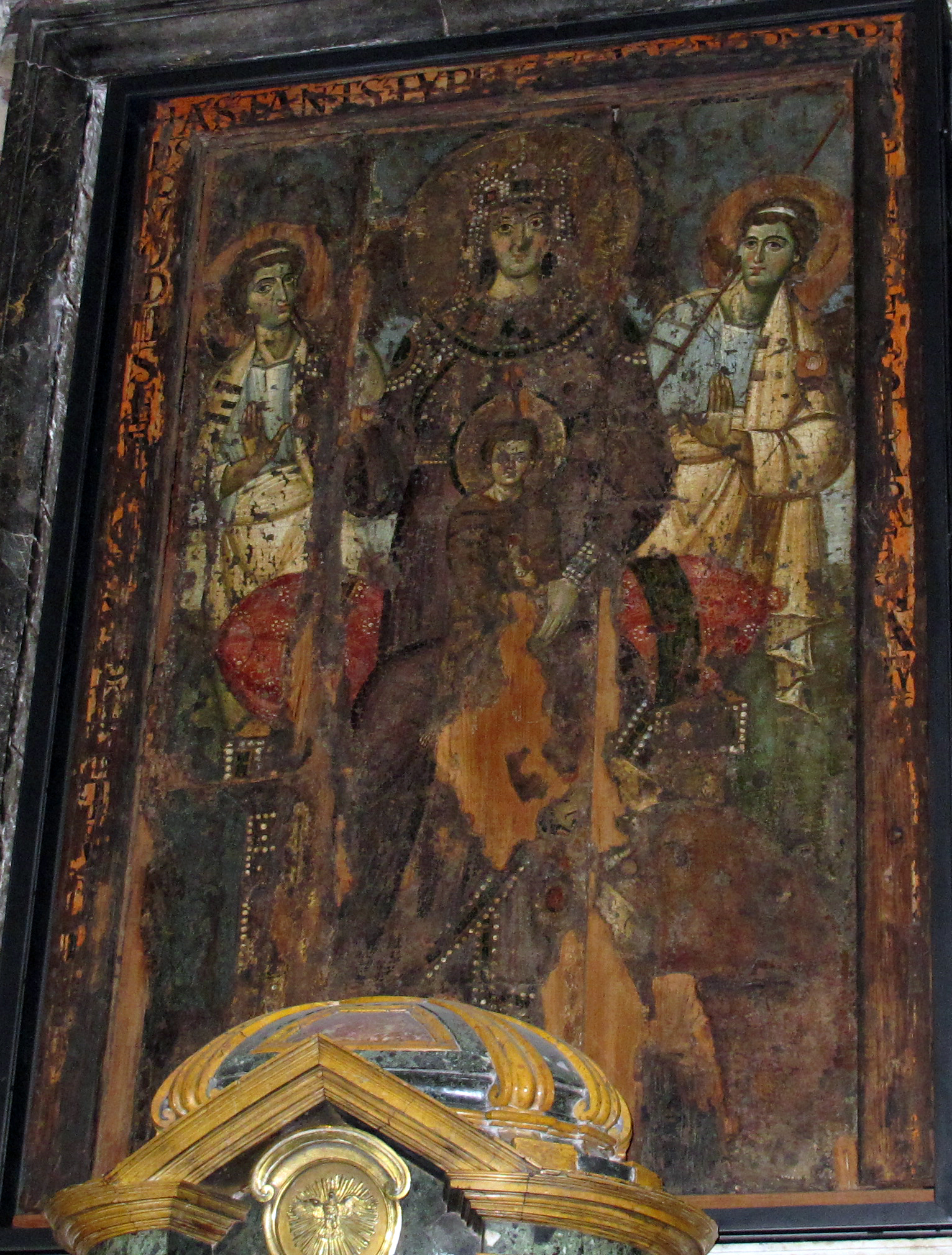
De icoon "Madonna della Clemenza"
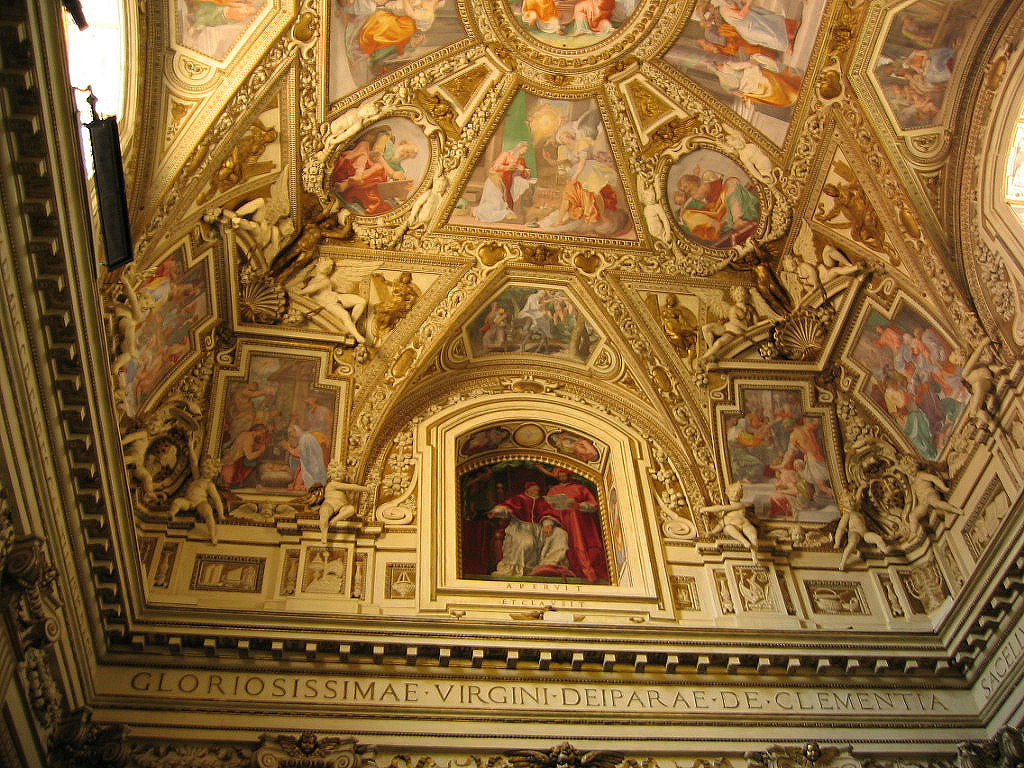
Het gewelf van de kapel met in het raam het portret van paus Pius IV
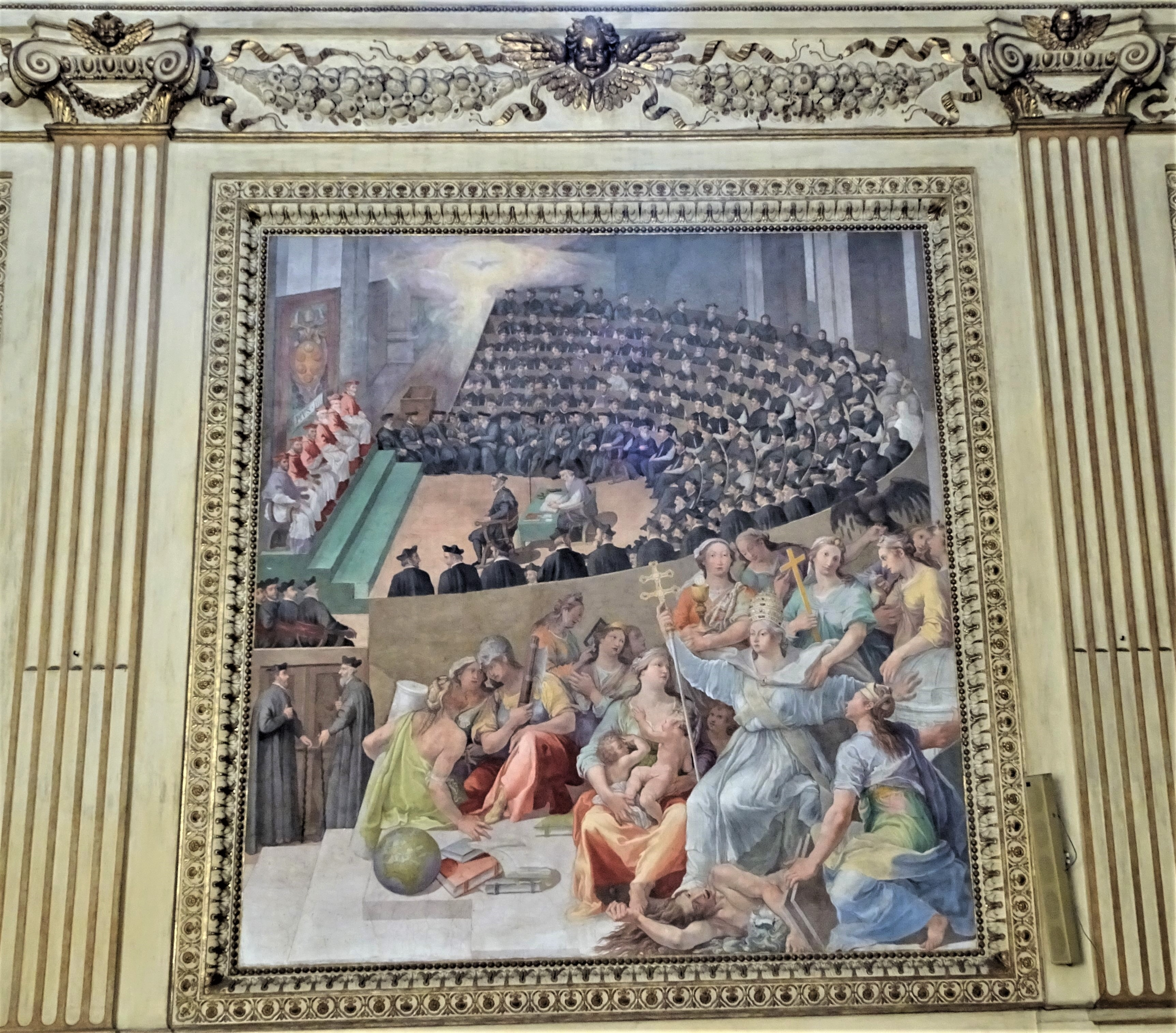
Fresco: een zitting van het Concilie van Trente
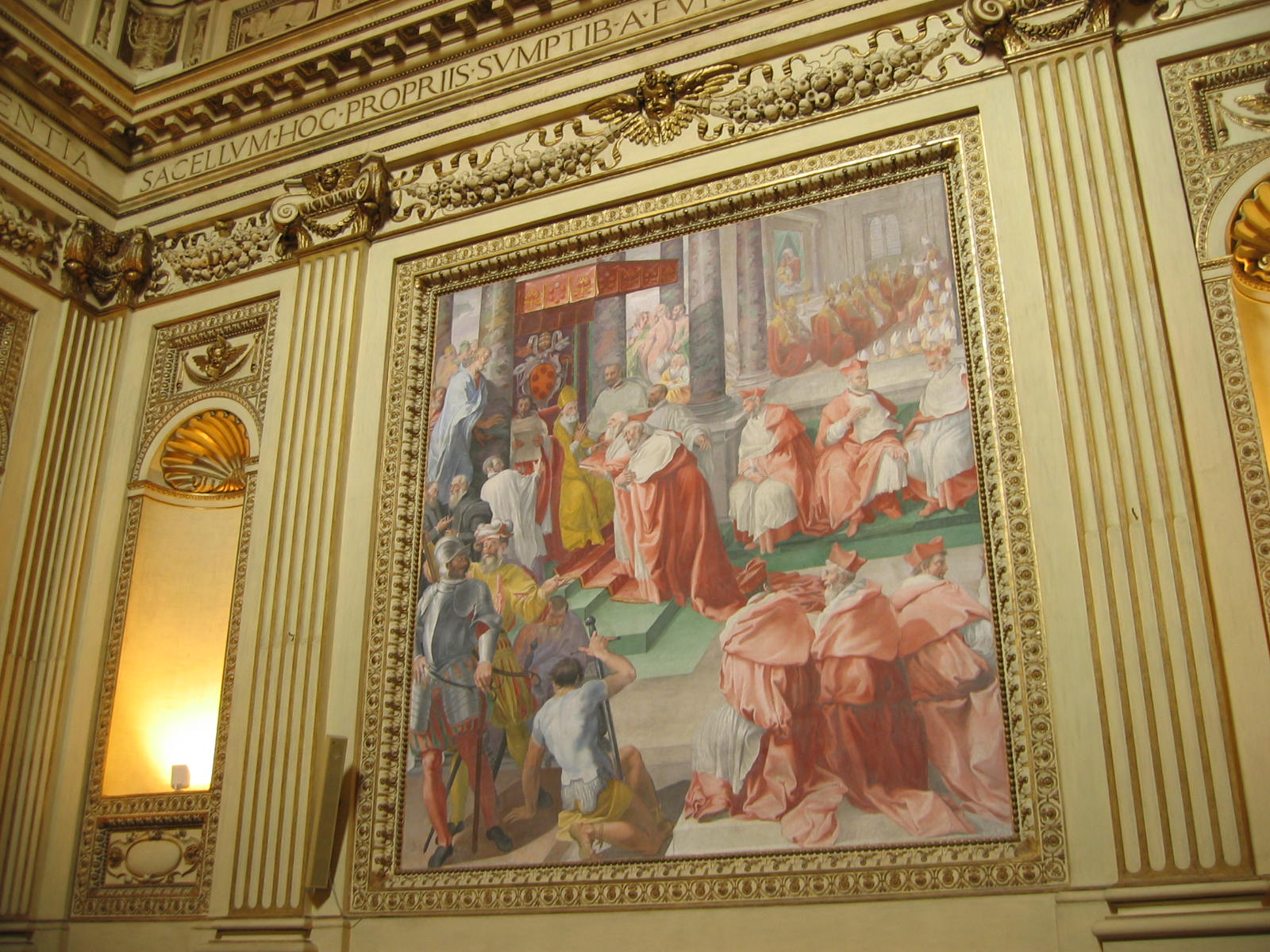
Fresco: Pius IV bekrachtigt de besluiten van het Concilie van Trente
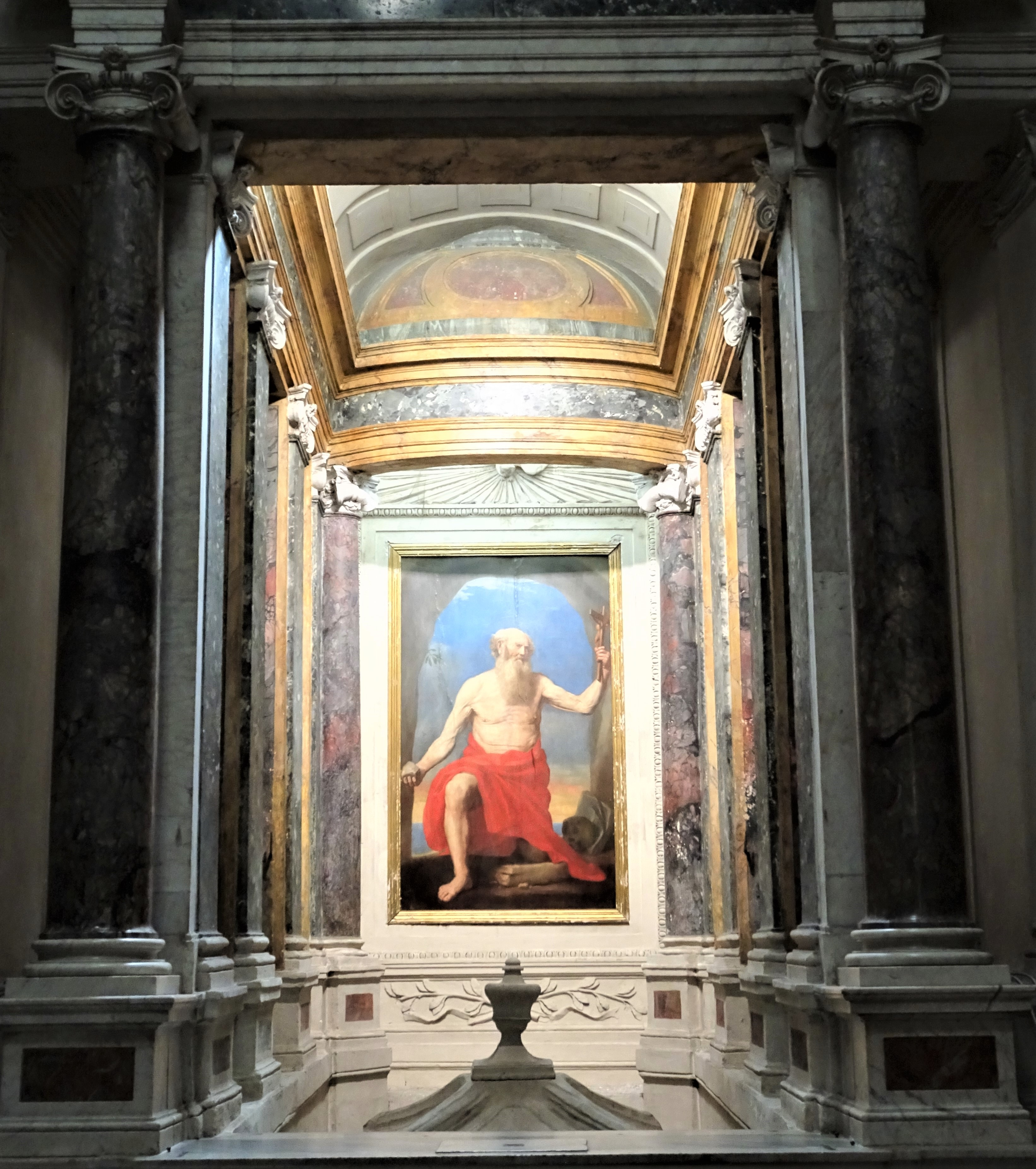
Avilakapel: portiek en schilderij van Sint Hiëronymus

Sant'Agnese fuori le mura · 
Sant'Agnese in Agone · 
Sant'Agostino · 
Sant'Alberto Magno · 
Basilica di Santa Anastasia · 
Sant'Andrea al Quirinale · 
Sant'Andrea delle Fratte · 
Sant'Andrea della Valle · 
Sant'Andrea in Via Flaminia · 
Sant'Angela Merici · 
Santi Angeli Custodi a Città Giardino · 
Sant'Anselmo all'Aventino · 
Sant'Antonio da Padova all'Esquilino · 
Sant'Antonio da Padova in Via Tuscolana · 
Sant’Antonio di Padova a Circonvallazione Appia · 
Sant'Antonio in Campo Marzio · 
Sant'Apollinare alle Terme Neroniane-Alessandrine · 
Sant'Atanasio · 
Sant'Atanasio a Via Tiburtina · 
Santi Aquila e Priscilla · 
Santa Balbina · 
San Bernardo alle Terme · 
Santi Bonifacio e Alessio · 
San Callisto · 
San Camillo de Lellis · 
San Carlo ai Catinari · 
San Carlo al Corso · 
Basiliek van Santa Cecilia in Trastevere · 
San Cesareo in Palatio · 
Santa Chiara a Vigna Clara · 
San Clemente · 
San Corbiniano · 
Santi Cosma e Damiano in Via Sacra · 
San Crisogono · 
Santa Croce in Gerusalemme · 
Santa Croce in Via Flaminia · 
Sacro Cuore di Cristo Re · 
Sacro Cuore di Gesù · 
Sacro Cuore di Gesù agonizzante a Vitinia · 
Dio Padre Misericordioso · 
Santi XII Apostoli · 
San Domenico di Guzman · 
Santi Domenico e Sisto · 
Sant'Elena fuori Porta Prenestina · 
Sant'Eligio dei Ferrari · 
Sant'Emerenziana a Tor Fiorenza · 
Sant'Eugenio · 
Sant'Eusebio · 
Santi Fabiano e Venanzio a Villa Fiorelli · 
San Felice da Cantalice a Centocelle · 
Santa Francesca Romana · 
San Francesco a Ripa · 
San Francesco di Paola ai Monti · 
Friezenkerk · 
San Frumenzio ai Prati Fiscali · 
Il Gesù · 
Gesù Divino Lavoratore · 
San Giacomo in Augusta · 
San Gioacchino ai Prati di Castello · 
Santi Gioacchino e Anna al Tuscolano · 
San Giovanni a Porta Latina · 
San Giovanni Bosco in via Tuscolana · 
San Giovanni Crisostomo a Monte Sacro Alto · 
San Giovanni dei Fiorentini · 
Santi Giovanni e Paolo · 
Santi Giovanni Evangelista e Petronio · 
San Giovanni Maria Vianney · 
San Girolamo dei Croati · 
San Giuliano Martire · 
San Giustino · 
Gran Madre di Dio · 
San Gregorio Magno al Celio · 
San Gregorio Magno alla Magliana Nuova · 
San Gregorio VII · 
Sant'Ignazio · 
Sint-Jan van Lateranen · 
Sint-Juliaan-der-Vlamingen · 
San Leonardo da Porto Maurizio · 
San Leone I · 
San Liborio · 
San Lorenzo in Damaso ·  
San Lorenzo in Lucina · 
San Lorenzo in Panisperna · 
San Luca a Via Prenestina · 
San Luigi dei Francesi · 
Santuario della Madonna del Divino Amore · 
Madonna dell'Archetto - 
Santi Marcellino e Pietro · 
San Marcello al Corso · 
San Marco · 
Santa Maria ai Monti · 
Santa Maria Ausiliatrice in Via Tuscolana · 
Santa Maria Consolatrice al Tiburtino · 
Santa Maria degli Angeli e dei Martiri · 
Santa Maria dei Miracoli en Santa Maria in Montesanto · 
Santa Maria dell'Anima · 
Santa Maria della Pace · 
Santa Maria della Salute a Primavalle · 
Santa Maria della Scala · 
Santa Maria della Vittoria · 
Santa Maria delle Grazie a Via Trionfale · 
Santa Maria del Popolo · 
Santa Maria del Suffragio · 
Santa Maria di Monserrato · 
Santa Maria Domenica Mazzarello · 
Santa Maria Goretti · 
Santa Maria Immacolata a Grottarossa · 
Santa Maria in Aquiro · 
Santa Maria in Aracoeli · 
Santa Maria in Campitelli · 
Santa Maria in Cappella · 
Santa Maria in Domnica · 
Santa Maria in Transpontina · 
Santa Maria in Trastevere · 
Santa Maria in Trivio · 
Santa Maria in Vallicella · 
Santa Maria in Via · 
Santa Maria in Via Lata · 
Santa Maria Liberatrice a Monte Testaccio · 
Santa Maria Madre della Providenza a Monte Verde · 
Santa Maria Madre del Redentore a Tor Bella Monaca · 
Basiliek van Santa Maria Maggiore · 
Santa Maria Regina degli Apostoli alla Montagnola · 
Santa Maria Regina Mundi a Torre Spaccata · 
Santa Maria sopra Minerva · 
Santa Beata Maria Vergine Addolorata a piazza Buenos Aires · 
San Martino ai Monti · 
Natività di Nostro Signore Gesù Cristo a Via Gallia · 
Santi Nereo e Achilleo · 
San Nicola in Carcere · 
Santissimo Nome di Maria al Foro Traiano · 
Nostra Signora del Sacro Cuore · 
Ognissanti in Via Appia Nuova · 
Sant'Onofrio · 
Sint-Pancratiusbasiliek · 
Pantheon (Rome) · 
San Patrizio ·
Sint-Anna in Lateranen ·
Sint-Paulus buiten de Muren · 
Sint-Pietersbasiliek · 
Santi Pietro e Paolo a Via Ostiense · 
San Pietro in Montorio · 
San Pietro in Vincoli · 
Santa Prassede · 
Preziosissimo Sangue di Nostro Signore Gesù Cristo · 
Santa Prisca · 
Santa Pudenziana · 
Santi Quattro Coronati · 
Santi Quirico e Giulitta · 
Santissimo Redentore e Sant'Alfonso in Via Merulana · 
Santa Sabina · 
San Salvatore in Lauro · 
Sint-Sebastiaan buiten de Muren · 
San Silvestro in Capite · 
Santi Simone e Giuda Taddeo a Torre Angela · 
Sixtijnse Kapel · 
Santa Sofia a Via Boccea · 
Santa Susanna · 
Tempietto van San Pietro in Montorio · 
Santa Teresa al Corso d’Italia · 
Trinità dei Monti · 
Sant’Ugo · 
Beata Vergine Maria del Monte Carmelo a Mostacciano · 
Basilica di San Vitale